# Commerce interrégional par caravanes en Afrique de l'Est

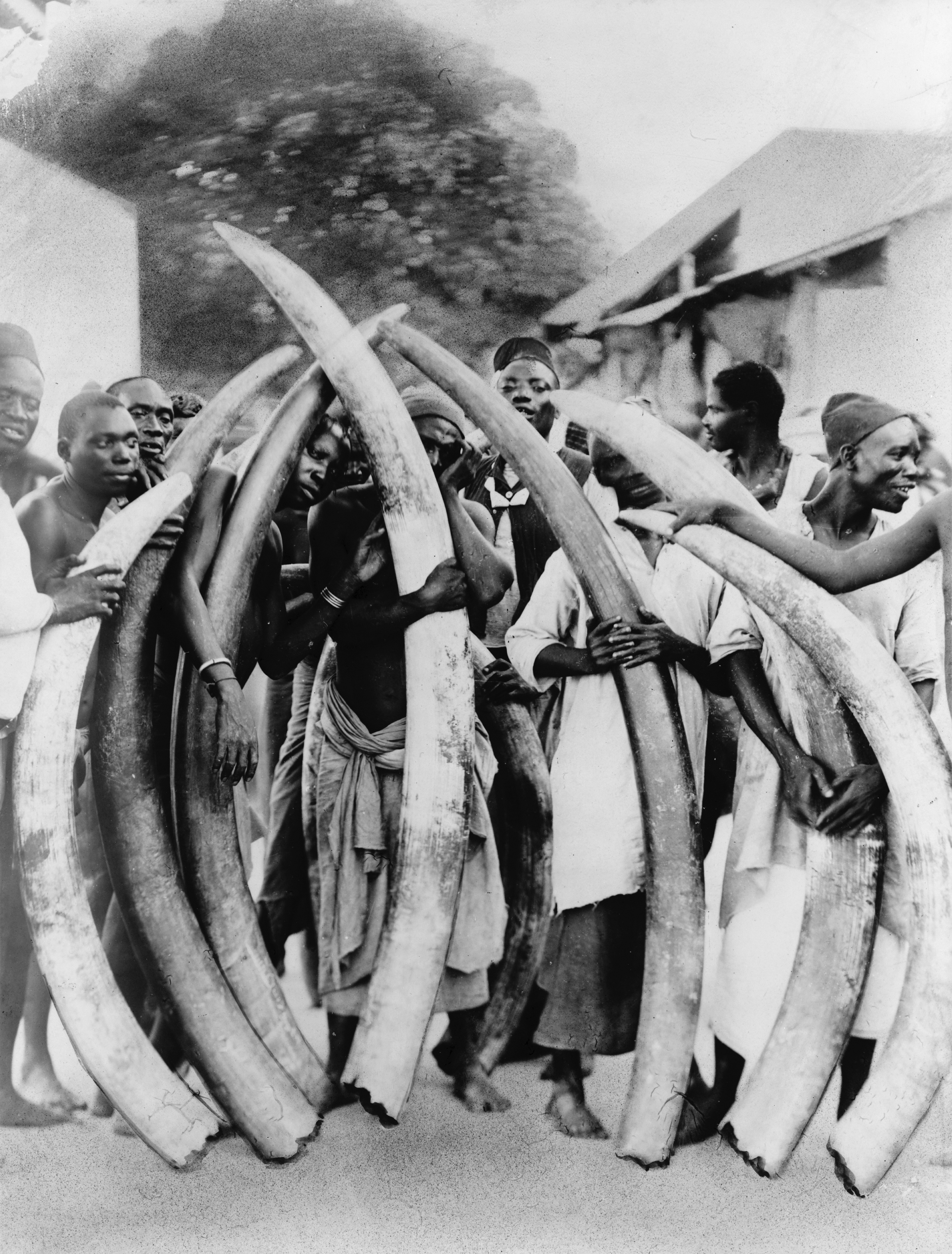
Porteurs de caravane avec des défenses en ivoire, probablement vers 1890

Le commerce interrégional par caravanes en Afrique de l'Est désigne la poussée du commerce en Afrique de l'Est au XIXe siècle dont la base était la demande rapidement croissante pour l'ivoire sur le marché mondial. Dans une période d'environ 70 ans, le commerce de l'ivoire par caravanes et les batailles pour ses énormes profits a recouvert l'ensemble du territoire qui comprend actuellement le Kenya, l'Ouganda, la Tanzanie, le Rwanda, le Burundi, le Malawi, la partie est du Congo et la partie nord du Mozambique.
La demande fortement croissante pour l'ivoire partait d'Europe et d'Amérique ; l'archipel de Zanzibar est devenu la plaque tournante pour l'échange des marchandises. Les marchands de la côte swahilie et de l'intérieur ont organisé avec des caravanes de plusieurs milliers de personnes l'achat de l'ivoire et son transport vers la côte. Comme il n'y avait aucun autre moyen de transport disponible, les marchandises étaient exclusivement transportées à dos d'homme. Alors qu'auparavant, divers réseaux régionaux de commerce s'entrecroisaient, il s'établit un réseau de commerce jusqu'au Congo, dans le territoire des Grands Lacs, le Buganda, et allant vers la côte.
Les gens de toutes les régions participaient au commerce, profitant des gains, ou endurant ses effets. L'importation constamment croissante d'armes à feu comme denrée d'échange contre l'ivoire a conduit dans quelques régions à des changements fondamentaux des rapports sociaux, et les combats pour le contrôle du trafic des caravanes ont concerné beaucoup de régions d'Afrique de l'Est.
En même temps que le commerce, il s'est développé une culture des caravanes, fondée sur la longue tradition commerciale des Africains de l'intérieur. Avec le trafic intense des caravanes, un transfert et un échange de cultures étendu a eu lieu, qui par exemple a favorisé l'épanouissement vers l'intérieur de l'islam, de la culture écrite et d'autres éléments culturels des régions de la côte.
Le commerce interrégional par caravanes est conçu comme l'entrée de l'Afrique de l'Est dans le commerce mondial capitaliste, et marquant pour la colonisation du Tanganyika qui s'instaure à la fin du XIXe siècle. Même quand le trafic des caravanes fondé sur le commerce de l'ivoire s'effondre brutalement à la fin du siècle, les structures essentielles du système commercial se perpétuent, et déterminent les développements futurs.

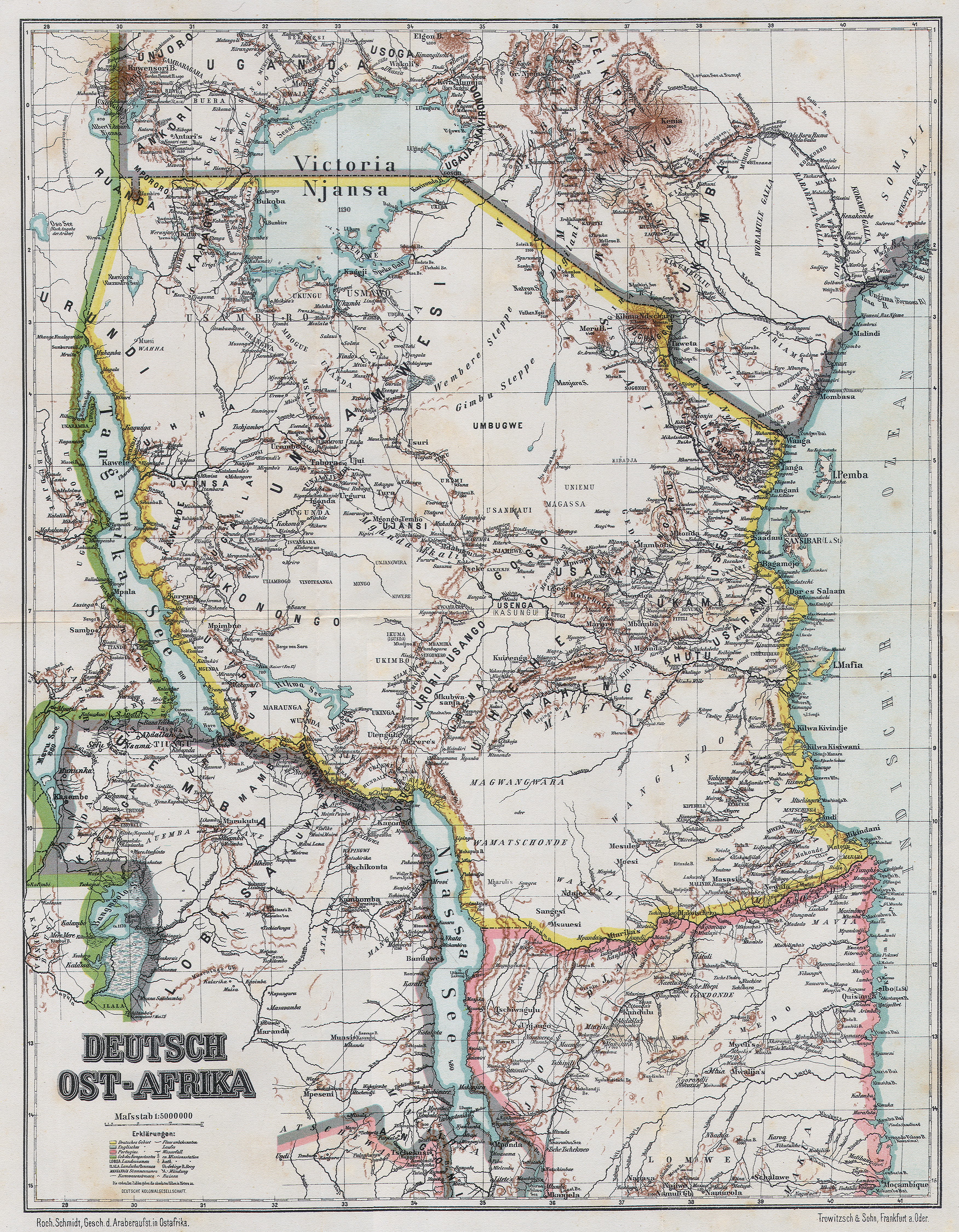
Afrique de l'Est avec les frontières coloniales, carte de 1893

## Société, culture des caravanes et commerce en Afrique de l'Est jusqu'à 1800

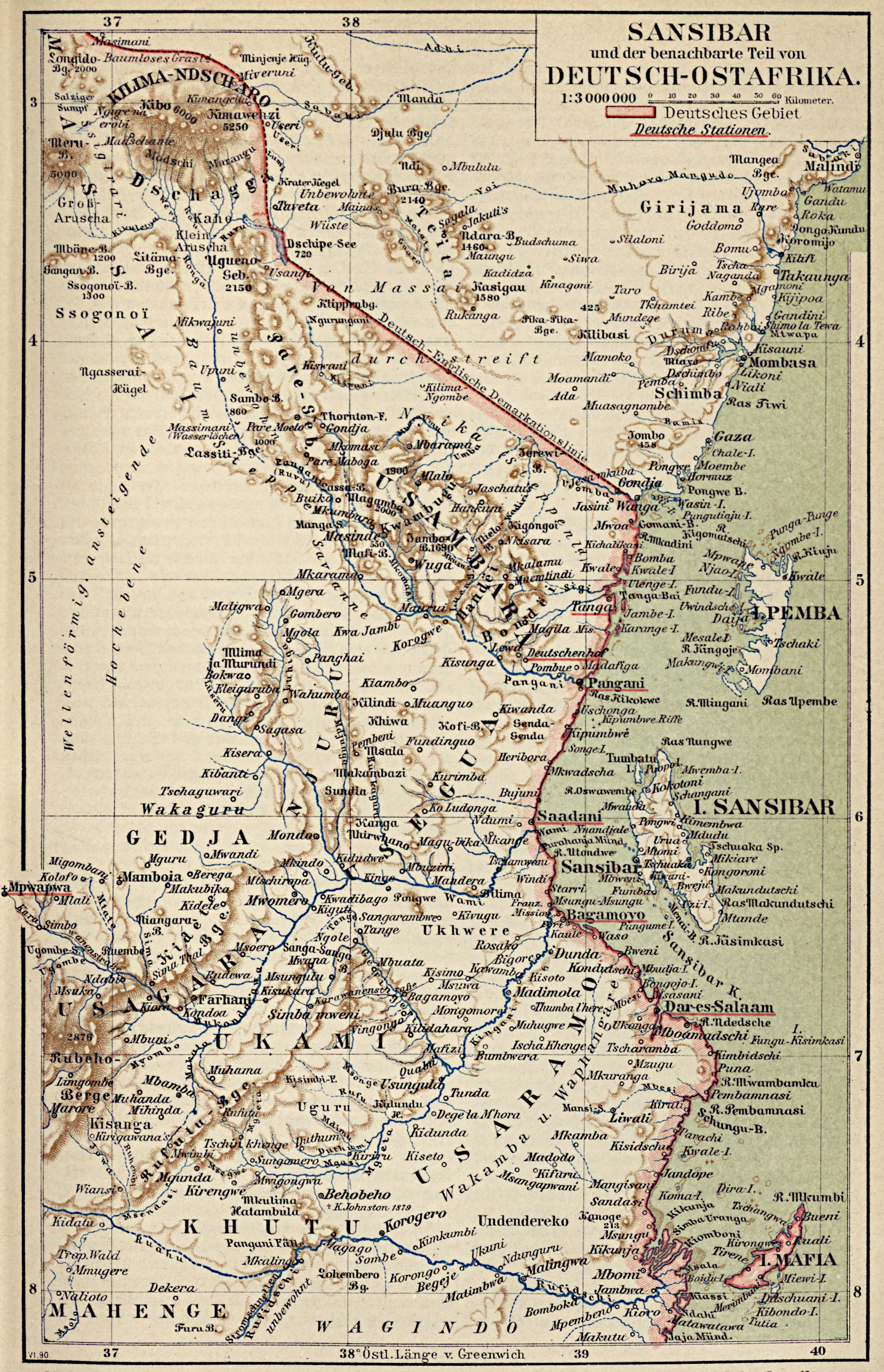
Les bandes côtières d'Afrique de l'Est avec les îles situées par devant de Zanzibar, Pemba et Mafia sur une carte des premières années du XXe siècle

Alors que la côte d'Afrique de l'Est était connue depuis des siècles sous le nom de Côte d'Ajan, et incorporée dans le réseau commercial de l'océan Indien, il n'y a que très peu de sources écrites qui donnent de l'information sur les sociétés de l'intérieur de l'Afrique de l'Est avant le XIXe siècle. Il en ressort clairement qu'il s'agissait d'un modèle social petit et flexible, dans lequel la puissance politique était organisée de manière décentralisée, distribuée entre des conseils des anciens, des chefs rituels et des guerriers. L'esclavage et la dépendance personnelle étaient répandus, cependant il s'agissait là d'une forme d'esclavage qui autorisait une indépendance économique relative des esclaves et leur montée vers des rangs sociaux plus élevés. À côté des relations politiques et familiales, le commerce et les voyages de commerce sur de longues distances formaient un réseau favorisant le contact entre diverses sociétés et déterminant pour l'essentiel leur connaissance mutuelle. Les identités ethniques ne jouaient presque pas de rôle dans les rapports commerciaux, parce que les sociétés ne s'articulaient pas par frontières ethniques, mais qu'elles étaient multiethniques par l'esclavage et une haute flexibilité politique.
On ne sait pas bien combien les réseaux commerciaux s'étendaient à l'intérieur, ni comment ils s'interpénétraient. Les villes de la côte entretenaient depuis longtemps des relations de commerce étroites avec les territoires dans l'arrière-pays direct de la bande côtière. Ces relations étaient dominées par des marchands de l'intérieur du pays et des chasseurs d'éléphants, qui essayaient par diverses stratégies d'écarter les marchands de la côte des voyages vers l'intérieur. Par des attaques sur les voyageurs de la côte, ou des rumeurs de cannibalisme ou de monstres, ils ont réussi jusqu'au début du XIXe siècle à affirmer leur position comme intermédiaires commerciaux pour l'échange de marchandises entre l'intérieur et la côte, et à fixer les prix,. Jusqu'à cette époque, les marchandises de l'intérieur arrivaient sur la côte exclusivement par ces marchands intermédiaires. Les marchands de la côte ne faisaient pas le voyage par eux-mêmes.
Plus loin à l'intérieur, au Tanganyika central, se sont développés aussi des réseaux commerciaux qui entretenaient des relations avec les marchands de l'arrière-pays côtier, et qui ont créé des relations jusqu'au Congo, vers le Bunyoro et le Buganda. Pour les voyages de commerce, plusieurs commerçants se réunissaient pour entreprendre une caravane. Les marchandises étaient exclusivement transportées à dos d'homme. On vendait du natron, du fer, du cuivre, du bétail, du cuir, des céréales et des poteries.
L'ivoire représentait une catégorie inférieure de marchandise, qui arrivait à la côte via les marchands intermédiaires. Les clients principaux étaient des marchands indiens. En Inde, l'ivoire était prisé comme bijou, que les femmes recevaient à leur mariage comme signe de leur statut marital. Comme le bijou était aussi inhumé à la mort de la femme, il y avait un besoin constant, pratiquement invariable, d'ivoire d'Afrique de l'Est.
Un autre produit d'exportation d'Afrique de l'Est était les esclaves, que l'on transportait de la côte d'Afrique de l'Est vers de nombreux États riverains de l'océan Indien. Vers la fin du XVIIIe siècle, la demande augmenta en raison des besoins en main d'œuvre dans les plantations de canne à sucre de l'île Maurice et de La Réunion : le commerce s'est intensifié d'autant. Vers cette époque, la côte swahilie du sud exportait de quelques centaines à quelques milliers d'esclaves par an.
L'augmentation du commerce a conduit à une substantielle extension des divers réseaux vers la fin du XVIIIe siècle, les marchands recherchant de nouveaux débouchés et possibilités de gains. Vers 1800, deux chasseurs d'éléphants de Tanzanie centrale à la recherche de nouveaux partenaires commerciaux sont arrivés sur la côte d'Afrique de l'Est face à Zanzibar. C'est ainsi que les réseaux commerciaux de la côte et de l'intérieur se sont raccordés,.

## L'Afrique de l'Est etOman, puissance politique et économique

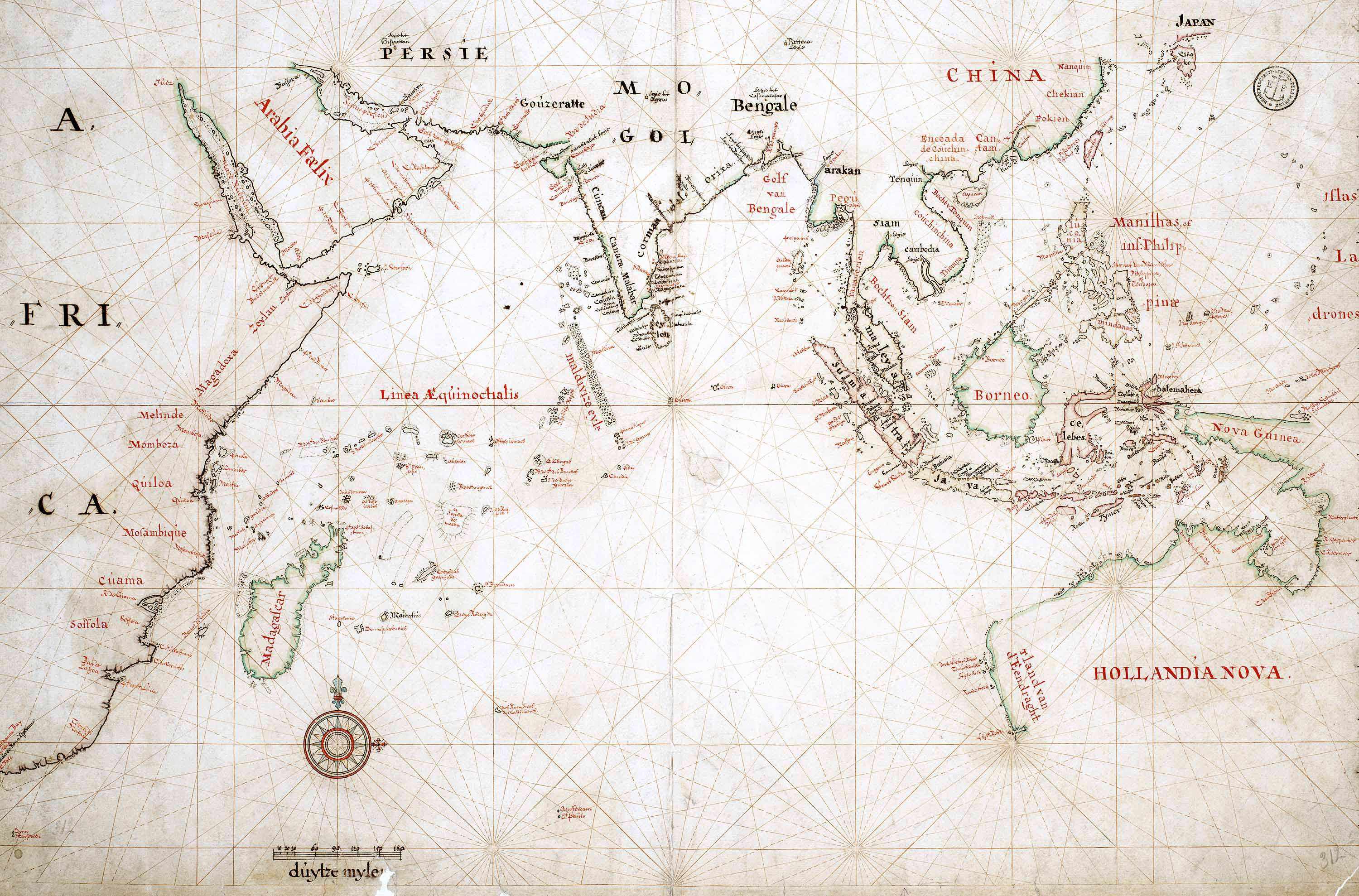
L'océan Indien sur une carte du XVIIe siècle. Sur la côte, les villes de Mombasa et de Kilwa, ainsi que les îles de Zanzibar, de Pemba et de Mafia.

Les villes de la côte d'Afrique de l'Est cultivaient depuis des siècles des contacts non seulement avec les sociétés de l'intérieur, mais aussi avec les territoires riverains de l'océan Indien, l'Inde, l'Iran, le Mozambique et l'Éthiopie. Des liens particulièrement étroits existaient avec les États arabes du Proche-Orient. Les dynasties influentes d'Oman avaient joué depuis le XVIIe siècle un rôle important sur la côte d'Afrique de l'Est. Le centre de leur puissance y était la ville de Mombasa.
Depuis le début du XIXe siècle, les propriétaires d'Oman ont cultivé avec succès des girofliers et des cannes à sucre sur Zanzibar, et le besoin de main d'œuvre correspondant a fortement animé un trafic d'esclaves supplémentaire. Après que l'exportation de l'ivoire allant principalement en Inde a été dirigé vers les ports de Mozambique, le commerce de l'ivoire s'est déroulé principalement sur les parties nord de la côte d'Afrique de l'Est, les régions en face desquelles se situent les îles de Mafia, de Zanzibar et de Pemba. La concentration du commerce sur la région côtière entre Mombasa et Kilwa a ainsi coïncidé avec la connexion des réseaux commerciaux jusque loin dans l'intérieur de l'Afrique de l'Est.
Finalement, ces événements ont rencontré une demande croissante pour l'ivoire. En outre les prix du marché mondial pour les huiles, qui étaient produites en Afrique de l'Est sous forme de noix de coco et de sésame, ainsi que pour le copal, utilisé pour la production de peintures, ont augmenté. Les girofles, le sucre, les huiles, le copal et l'ivoire promettaient de gros profits, mais, jusqu'aux premières décennies du XIXe siècle, ces produits ont continué à être apportés vers la côte par les marchands de l'intérieur, qui en contrôlaient le commerce.

## Zanzibar, siège du sultan d'Oman

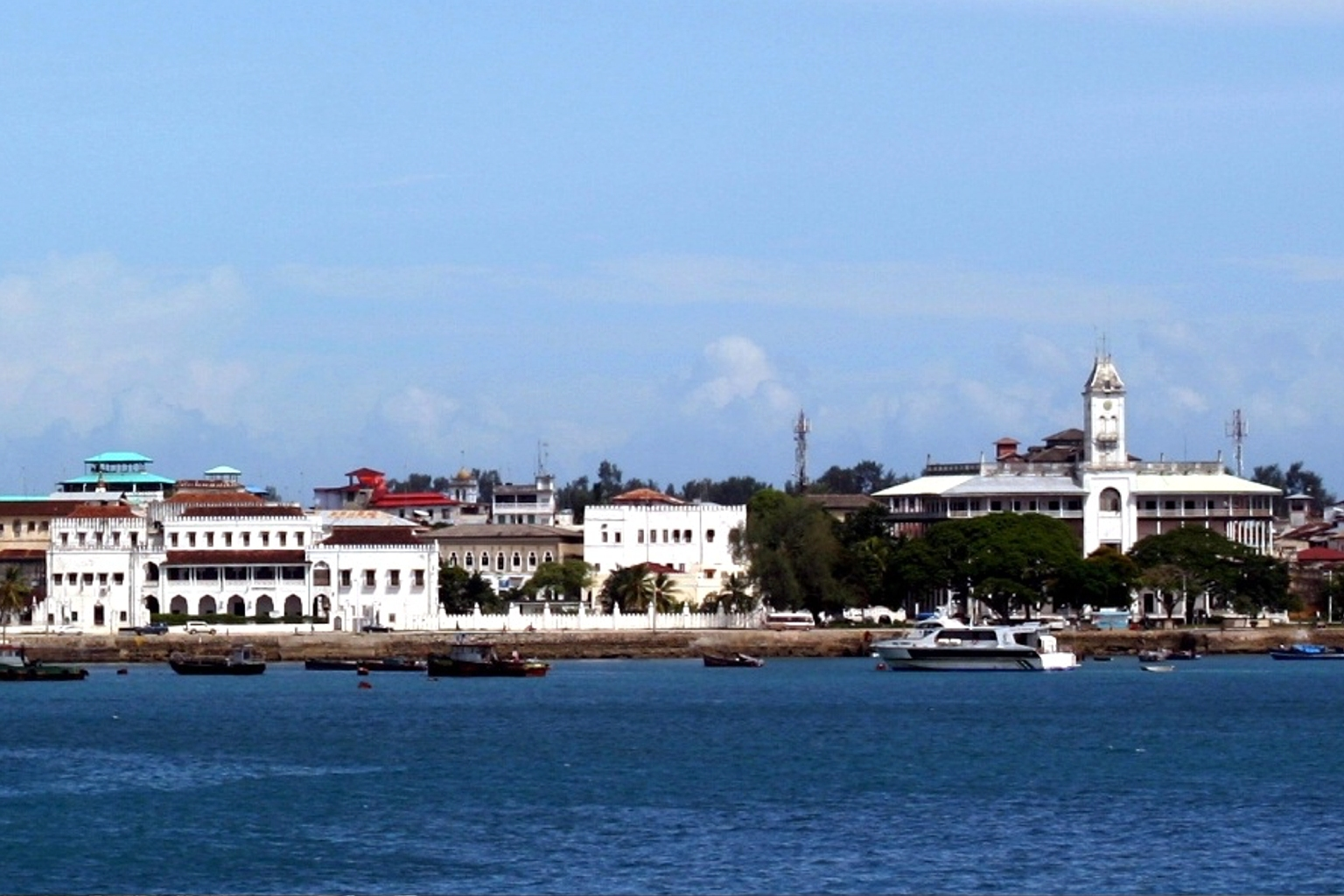
Front portuaire de la ville de Zanzibar en 2007 ; à gauche le palais du sultan, construit après le déménagement du sultan vers Zanzibar, à droite, l'usine d'électricité construite en 1883, appelée Beit al-Ajaib, et en langage populaire Maison du miracle.

Un changement politique, et par suite aussi économique, crucial s'est accompli entre 1830 et 1850. Zanzibar, le centre d'un boom économique qui survient, éveille progressivement l'intérêt des puissances asiatiques et européennes. Le Royaume-Uni et la France perçoivent dans l'île un point d'appui important sur le plan stratégique, pour affirmer leur influence dans l'océan Indien occidental. Des maisons de commerce de Bombay au fort capital, qui entretiennent depuis longtemps des relations avec la maison royale d'Oman, et qui sont impliquées dans le commerce de l'ivoire d'Afrique de l'Est, ont ouvert des succursales, et de nombreux marchands indiens prêts à courir des risques s'installent dans la ville. Dans les années 1830 et 1840, des maisons de commerce d'Europe et d'Amérique établissent aussi des succursales, notamment les firmes de Hambourg Hansing & Co ainsi que O'swald & Co.
En 1832, la maison royale d'Oman a tenu compte de ce développement : la dynastie souveraine des Saïd d'Oman a déménagé son siège de Mascate à Zanzibar, et a pris ainsi la place des dynasties siégeant à Mombasa, qui avaient jusque-là représenté l'influence d'Oman sur la côte d'Afrique de l'Est. Zanzibar est devenue sous l'autorité de l'imam de Mascate, le sultan Saïd ben Sultan al-Busaïd le centre politique, économique et culturel d'Afrique de l'Est.
Avec le déménagement du régent, de nombreuses autres familles aisées des régions riveraines de l'océan Indien ont déménagé tant sur les îles que sur les bandes côtières de la terre ferme, et se sont établies comme propriétaires de plantations. Le sultan Saïd était lui-même propriétaire de grandes plantations de girofliers sur Zanzibar et Pemba, dont l'entretien dépendait du travail des esclaves, et il soutenait la création d'autres champs de girofliers sur les îles. Outre les clous de girofle, il y a eu aussi de grandes plantations de cannes à sucre. Le besoin en travailleurs dans les plantations, et donc d'esclaves, a énormément augmenté. Les épices, les esclaves, le sucre et l'ivoire promettaient de grands bénéfices. Vers 1850 déjà, environ 200 000 habitants de Zanzibar étaient des esclaves, probablement plus de la moitié des habitants,.
La puissance du sultan d'Oman n'était pas limitée aux îles comprenant Zanzibar, Mafia et Pemba. Le souverain d'Oman a développé son influence sur les bandes côtières entre Tanga et Kilwa, et il en est né une administration de perception des impôts, dont le sultan faisait profiter les commerces des marchands de son domaine d'influence. Les limites de son influence n'étaient cependant pas clairement définies, et la loyauté des villes côtières était constamment l'objet de négociations. Le sultan ne disposait pas de moyens militaires pour étendre son influence vers l'intérieur du pays,.

## Zanzibar, centre cosmopolite d'Afrique de l'Est

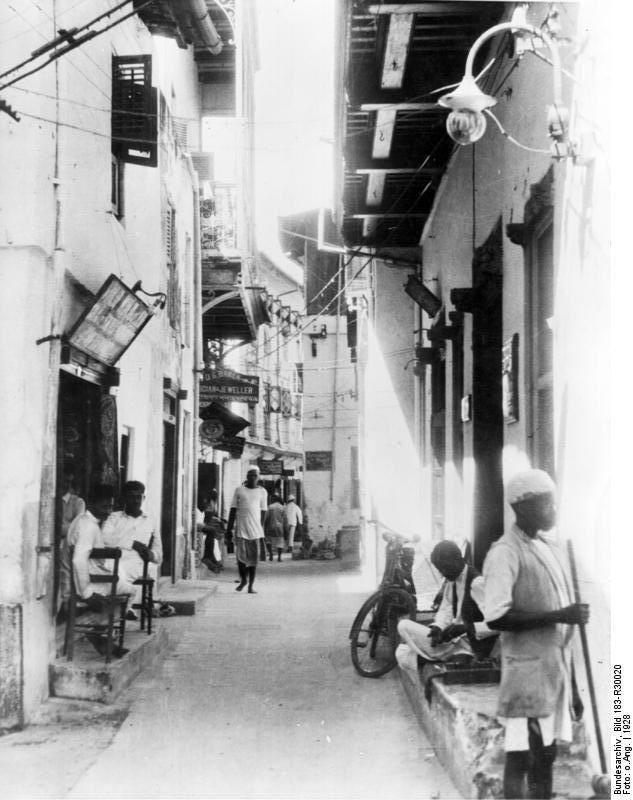
La vieille ville arabe de Zanzibar, née dans la deuxième moitié du XIXe siècle. Photo de 1928.

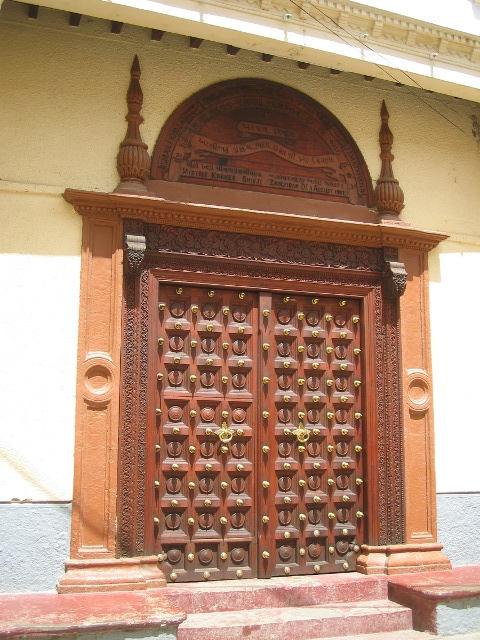
Une des portes sculptées typiques dans la vieille ville historique de Zanzibar-ville

La population de Zanzibar reflétait les diverses influences sur l'île et les relations variées de ses habitants. Arabes d'Oman et de l'Hadramaout, Indiens, Comoriens et Africains des diverses régions de l'intérieur vivaient là principalement du commerce des caravanes, et en plus il y avait les esclaves de l'intérieur, qui avaient aussi une influence importante sur les développements de la côte.
Avec les immigrants arrivaient aussi leurs religions et leurs habitudes culturelles. Les marchands indiens étaient surtout des hindous. L'islam a reçu une rénovation, que l'on peut attribuer aux immigrants de l'Hadramaout et des Comores. Parmi eux, il y avait de nombreux savants musulmans, qui ont fait de Zanzibar un centre de science islamique. Tandis que sur la côte, l'islam était défini par l'oralité, le statut et la pureté religieuse, le nouvel islam se fondait sur l'écriture, les liens avec le monde islamique global en train de se moderniser, et un modèle de société largement égalitaire.
Un centre urbain poussant rapidement, avec des maisons de pierre à plusieurs étages, a repoussé vers le bord de la ville les maisons swahilies typiques d'alors. Zanzibar est devenu un creuset cosmopolite, qui exerçait une grande force d'attraction et concourait substantiellement à définir les tendances culturelles et religieuses.

## Les impulsions pour le commerce de l'ivoire

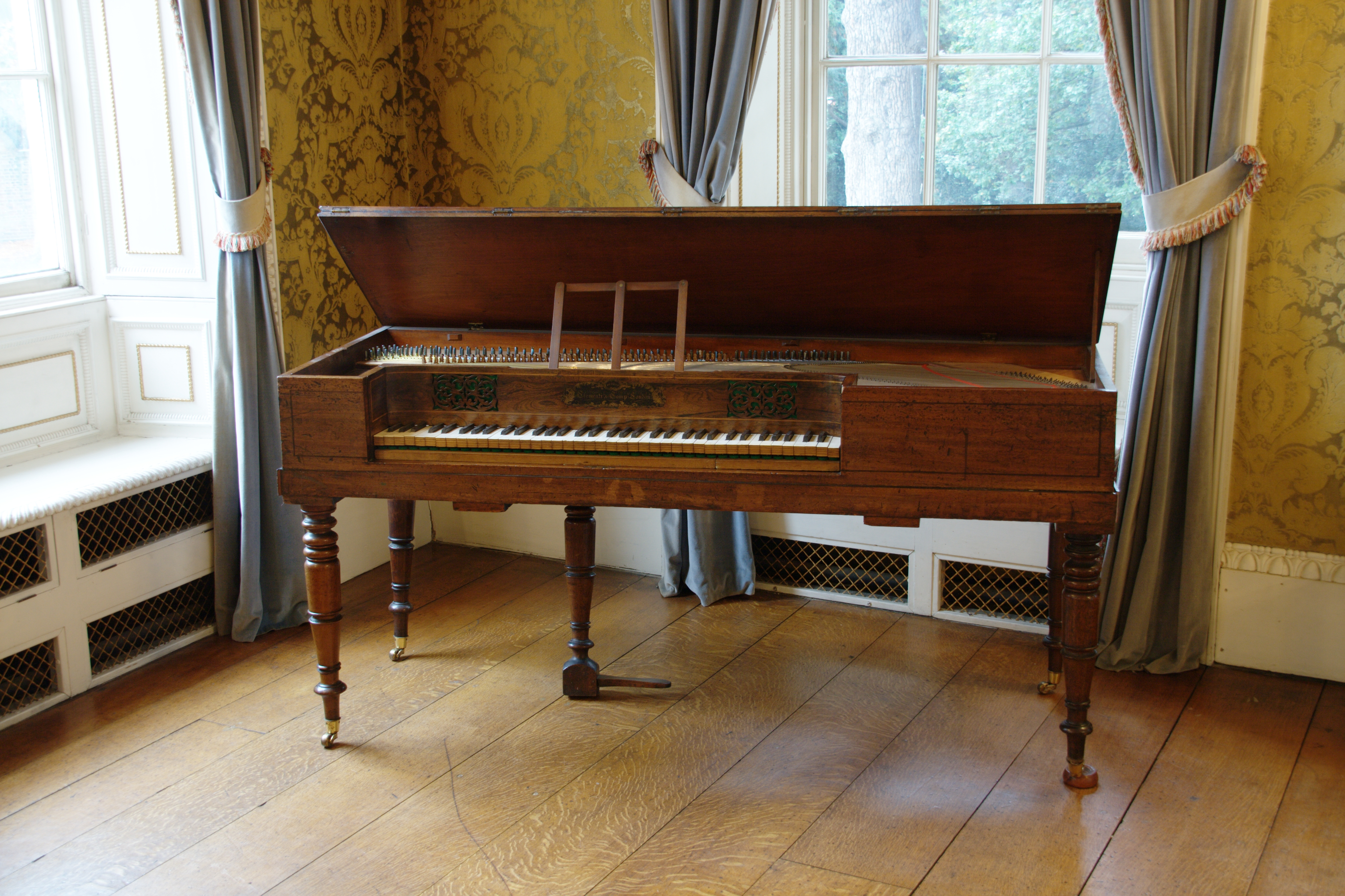
Les touches de piano étaient une des nombreuses utilisations de l'ivoire d'Afrique de l'Est.

### La demande sur le marché mondial
L'impulsion décisive pour le commerce de l'ivoire a été le prix rapidement croissant de l'ivoire sur le marché mondial. L'aisance croissante des ménages bourgeois en Europe et en Amérique a augmenté la demande pour l'ivoire, dont on fabriquait des instruments de musique, des boules de billard, des fausses dents, des pièces d'échecs, des pommeaux de canne, des objets de piété, des bijoux et autres objets de luxe. Un frasil (environ 36 livres) d'ivoire coûtait en 1825 21 roupies indiennes, environ 23 dollars, dans les années 1870, le prix avait triplé,.
En même temps, l'industrialisation a rendu stables les prix des étoffes de coton, des fils de laiton ou des mousquets importés d'Europe en Afrique de l'Est, et ils ont même parfois baissé. C'est pourquoi les profits des exportations d'ivoire ont monté régulièrement, et ont rendu l'ivoire à partir d'environ 1825 le produit d'exportation le plus précieux d'Afrique de l'Est, ce qu'il est resté jusqu'à la fin du siècle.

### La politique commerciale de l'État de Zanzibar
Les profits promis par le commerce de l'ivoire et des esclaves ont profondément changé les structures traditionnelles du commerce. Les marchands de la côte ont alors aspiré à monopoliser et à contrôler les profits. Ceci s'est au mieux réalisé en contournant les intermédiaires de l'intérieur, et en allant soi-même vers l'intérieur pour rapporter à la côte le précieux ivoire et les esclaves,.
Les sultans de Zanzibar ont contribué de façon décisive à ce développement, en s'efforçant de soutenir aussi bien que possible une infrastructure pour le commerce. Le sultan Saïd voyait le commerce comme une force sociale agissante et disait de lui-même qu'il « n'était rien de plus qu'un marchand ». Le commerce était, à côté de l'économie des plantations, la source la plus importante de revenus pour l'État de Zanzibar, les sultans menaient une politique d'impôts active, et créaient des incitations pour l'immigration de nouveaux commerçants arabes.
En nommant des marchands indiens comme percepteurs, ils liaient le capital indien directement à l'État de Zanzibar. C'est ainsi que des bailleurs de fonds financièrement puissants se trouvaient à la disposition des marchands.
Cependant, le sultan ne disposait pas de moyens militaires pour sécuriser les chemins des caravanes vers l'intérieur pour les marchands de la côte. Au lieu de cela, il les équipait de lettres de recommandation pour leur chemin vers l'intérieur. Les réactions à ces lettres étaient extrêmement variées : elles allaient de l'octroi du soutien demandé jusqu'à l'ignorance complète.
C'était avant tout le lien des marchands de Zanzibar aux réseaux commerciaux de l'océan Indien, d'Amérique et d'Europe qui était important. Zanzibar est devenu le centre d'un réseau commercial d'Afrique de l'Est et une plaque tournante logistique pour le commerce des caravanes : les importations d'Arabie et d'Inde étaient transbordées à Zanzibar, avant d'atteindre les divers ports d'Afrique de l'Est, et les exportations d'ivoire et d'esclaves étaient conduites à Zanzibar, d'où se déroulait la revente vers l'Inde, l'Arabie, les marchés de l'ivoire de Londres et d'Anvers, et les îles de l'océan Indien.

## L'établissement du commerce interrégional par caravanes
Même si l'État de Zanzibar était disposé à activer le commerce, c'était finalement l'initiative des particuliers sur les intérêts et les efforts desquels se fondait le réseau commercial naissant. Zanzibar, et d'autres villes sur la côte avec leurs caravansérails, sont devenus des centres logistiques. C'est là que les caravanes étaient financées et équipées, les porteurs recrutés, les marchandises d'échange pour l'intérieur offertes et les marchandises arrivant à flots de l'intérieur achetées.

### Structures d'entreprises du commerce caravanier

#### Les maisons de commerce
Les entreprises de commerce européennes et indiennes s'occupaient avec leurs réseaux globaux et leurs succursales à Zanzibar de relier l'échange local de marchandises avec le commerce mondial. Elles organisaient l'importation de marchandises d'échange et l'exportation de l'ivoire.

#### Bailleurs de fonds

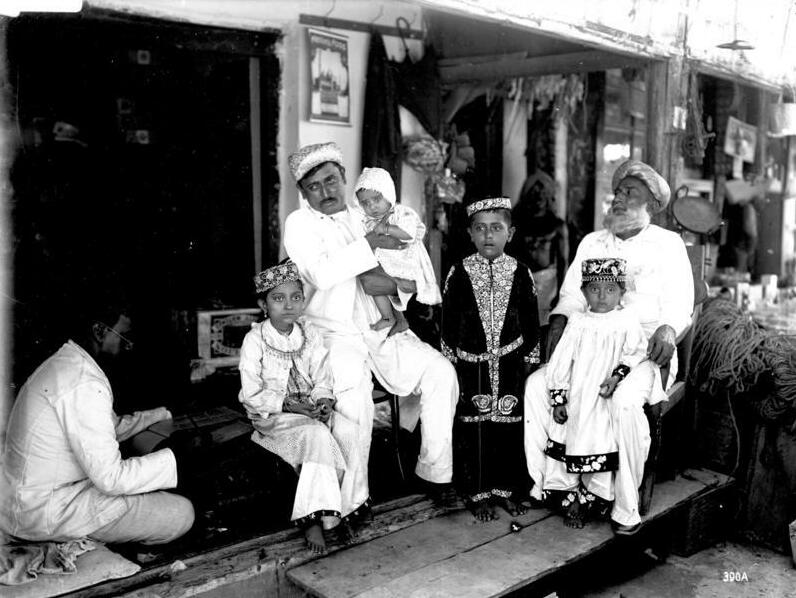
Une famille indienne de marchands en Afrique de l'Est sur une photo du début du XXe siècle

Les entreprises coûteuses des caravanes étaient presque exclusivement financées par des bailleurs de fonds indiens. Les dynasties de marchands indiens agissaient avec des relations lointaines dans le réseau commercial de l'océan Indien et utilisaient leurs étroites relations avec les dirigeants d'Oman, nouées parfois dès le XVIIIe siècle. De forts liens en capital à des maisons de commerce influentes de Bombay les mettaient en position de supporter financièrement des entreprises risquées comme une caravane vers l'intérieur des terres. C'est avec les marchands indiens que s'est répandue la roupie indienne, qui était depuis environ 1860, à côté du thaler de Marie-Thérèse, la devise répandue sur la côte d'Afrique de l'Est, et qu'elle s'est imposée aussi comme devise courante le long des itinéraires des caravanes,. Les crédits pouvaient atteindre des sommes immenses, par exemple pour une caravane du marchand Tippo Tip, un prêt de 50 000 thalers de Marie-Thérèse a été attribué.

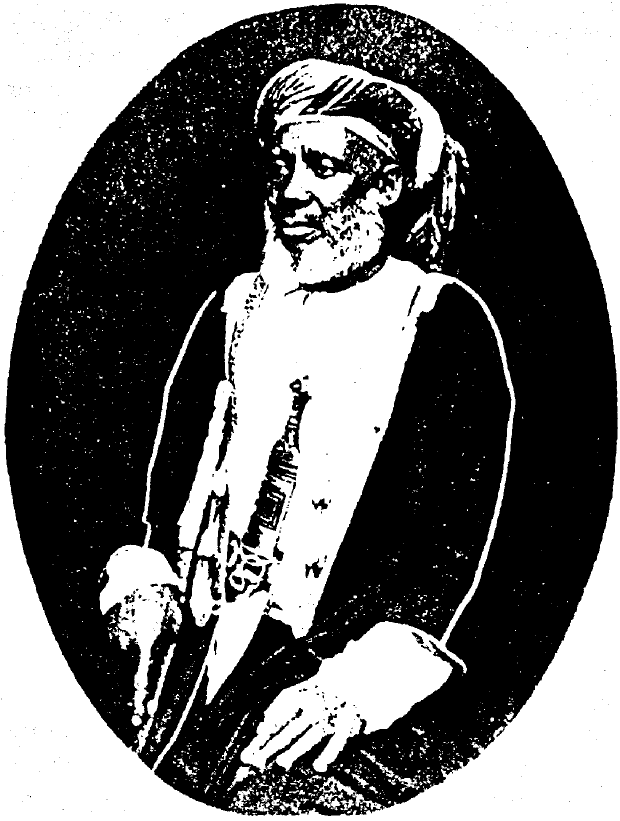
Le marchand caravanier swahili Hamed bin Mohammed el Marjebi, nommé Tippo Tip

Une fois que le long de la route des caravanes ont été établis des points d'appui, où les marchands indiens se sont installés avec des succursales et des résidences secondaires, il s'est développé un système analogue aux banques, qui permettait des transactions financières entre l'intérieur et la côte, sur la base de chèques et de lettres de crédit.

#### Les marchands caravaniers
Les emprunteurs et les marchands caravaniers provenaient en grande partie de la côte et d'Arabie. Souvent, on ne peut pas définir précisément leur origine, la composition de leurs familles et leurs carrières étant si complexes et multiculturelles, comme d'ailleurs dans la société swahilie.
On suppose que les premiers commerçants étaient deux marchands indiens qui ont voyagé de la côte vers les Nyamwezi. Musa Mzuri et son frère aîné ont probablement fondé là Tabora et d'autres stations pensées comme succursales commerciales dans l'intérieur ; ils ont articulé le Buganda et le Karagwe au réseau commercial connu jusqu'alors, et ont ouvert des itinéraires caravaniers pour les marchands de la côte jusqu'au Congo oriental,.
Les dangers et les risques financiers d'un voyage de caravane étaient grands. Souvent, les marchands s'endettaient lourdement, et si le profit attendu n'était pas là, ils devaient disparaître à l'intérieur des terres. En raison de telles incertitudes, il faut que le profit ait été une motivation très prometteuse pour les marchands. Le marchand caravanier Tippo Tip a esquissé encore un autre motif pour entamer ces entreprises osées : son père avait commencé les voyages de commerce vers l'intérieur dans l'espoir de pouvoir mener une vie de sultan chez les Nyamwezi. Les marchands voyageaient souvent avec une nombreuse suite, qui pouvait comporter jusqu'à mille hommes en armes, et étaient donc à bien des endroits en mesure de faire prévaloir leurs intérêts. Ceci comprenait aussi l'ouverture de succursales de commerce et l'installation de résidences secondaires le long des routes commerciales,,.
D'ailleurs, le commerce de l'ivoire ne reposait pas seulement dans la main des marchands de la côte. Aussi des Africains de l'intérieur, qui étaient allés auparavant à la côte comme esclaves ou commerçants indépendants, équipaient leurs propres caravanes. En outre les affaires des marchands de l'intérieur continuaient à fleurir, en rassemblant des caravanes à l'intérieur et en transportant des esclaves et de l'ivoire vers la côte.

### Routes des caravanes
Dans leurs voyages, les marchands de la côte utilisaient les routes caravanières déjà existantes des systèmes de commerce locaux. La nouveauté de leurs entreprises était qu'ils transitaient par les sentiers de divers réseaux commerciaux, qu'ils raccordaient ainsi.
Depuis la première moitié du XIXe siècle se sont établies quatre grandes routes caravanières, qui conduisaient toutes de villes de la côte vers l'intérieur des terres. De Kilwa et Lindi dans la partie sud de la côte, une route conduisait au lac Malawi, un parcours qui nécessitait un mois pour les caravanes. De Bagamoyo, face à Zanzibar, une route conduisait par l'Ugogo vers Tabora chez les Nyamwezi en Tanganyika central, puis plus loin vers Ujiji sur le lac Tanganyika. Les caravanes avaient besoin de 90 jours pour ce parcours d'environ 1 300 km. De là, d'autres routes conduisaient au Congo oriental.
Un autre chemin caravanier allait du Pangani et de Tanga au Kilimandjaro, où il se divisait en parcours vers le lac Victoria et la région entre les grands lacs d'un côté, et le mont Kenya de l'autre. Finalement, un parcours allait de Mombasa au mont Kenya, et de là plus loin vers le lac Turkana.

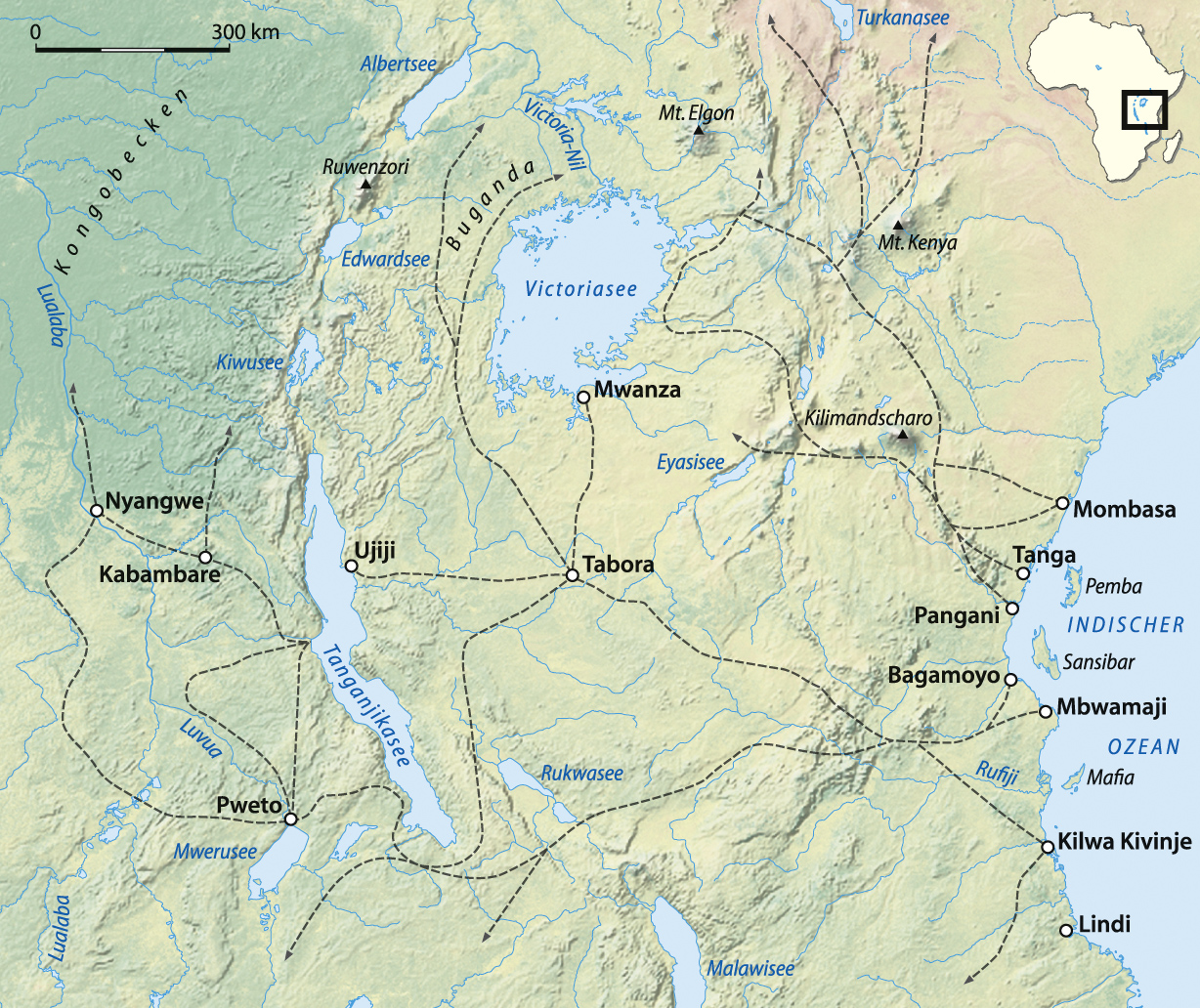
Routes caravanières en Afrique de l'Est au XIXe siècle

Comme l'influence du sultan dans l'intérieur, au début des activités commerciales, ne jouait pratiquement pas de rôle, puis plus tard se limitait aux plus grandes villes sur les routes, les marchands devaient explorer et développer de leur propre initiative les structures commerciales. Pour cela, les connaissances des marchands expérimentés de l'intérieur étaient d'une valeur inappréciable. Les caravanes partaient des caravansérails des villes de la côte et s'en tenaient pour l'essentiel aux itinéraires déjà connus et utilisés. Le long des chemins caravaniers, se sont créés une série de points d'appui des marchands swahilis qui pour le commerce à long terme étaient une nécessité de survie. Il fallait approvisionner en vivres et en eau potable des caravanes de 5 000 personnes ou plus, et les protéger des attaques pendant le voyage. Les points d'appui servaient à rendre les chemins des caravanes viables. Ils ne pouvaient pas être établis à l'encontre des populations locales. Souvent, ils étaient précédés de longues négociations avec les chefs locaux. Quand une station était établie, elle servait aux caravanes de lieu de repos et d'endroit où elles pouvaient reprendre le commerce.
Tandis qu'au début du commerce, l'ivoire pouvait être acheté en grandes quantités déjà dans des régions relativement proches de la côte, que l'on pouvait atteindre en quatre semaines, les temps de voyage se sont allongés de plus en plus, car le capital en éléphants diminuait à cause de la chasse intensive. De nouvelles régions situées plus loin ont été ouvertes par les marchands à la recherche d'ivoire,.

### Ethnicisation des habitants de l'intérieur
Dans l'effort des marchands de la côte de ranger l'intérieur inconnu en catégories cohérentes, il s'est formé un grand nombre de concepts pour les régions et les groupes de population. La population de l'intérieur était extrêmement hétérogène ; en outre s'ajoute le fait que le territoire de la Tanzanie actuelle a été touché par de nombreuses vagues d'immigration du fait des événements en Afrique du Sud. Les sociétés de l'intérieur des terres n'étaient homogènes ni ethniquement ni linguistiquement. Bien plus, il existait de nombreuses unités assez petites, politiquement souples, qui se rattachaient à des identités locales ou à un patriarche commun. Les marchands de la côte ont essayé de combattre cette hétérogénéité qu'ils ne pouvaient pas clarifier, et ils ont divisé les habitants de l'intérieur selon leurs propres concepts.
C'est ainsi qu'est né le concept des Nyamwezi, qui rassemblait divers groupes de langues bantoues de Tanzanie centrale. Par ce terme (traduit en « gens de la Lune »), les marchands désignaient les porteurs fiables de l'intérieur lointain. Progressivement, les gens de cette région ont commencé à se désigner eux-mêmes comme Nyamwezi, car bien des avantages pouvaient être liés au commerce caravanier : la perspective d'embauche, de meilleurs paies et traitement. En fait on ne pouvait pas parler des Nyamwezi comme une ethnie, ne serait-ce qu'à cause des nombreux esclaves en provenance d'autres régions.
De manière semblable, il y a eu aussi des désignations globales pour des groupes humains d'autres régions.

### Construction des contacts commerciaux
Pour les marchands de la côte, l'établissement de contacts commerciaux à l'intérieur était une tâche de longue haleine, compliquée et parfois hautement dangereuse. Dans la vision du monde des marchands musulmans, qui se percevaient comme faisant partie d'une religion mondiale cultivée, les gens vivant à l'intérieur des terres d'Afrique de l'Est étaient des sauvages païens et dangereux, aux mœurs brutales et aux cultures primitives. Ceci s'exprimait par l'expression swahilie Washenzi, sauvages, pour la population de l'intérieur. La tradition séculaire d'acheter et d'asservir des gens de l'intérieur — même dans une faible mesure — se fondait sur cette vision du monde.
En même temps, les marchands de la côte dépendaient de ces mêmes personnes, quand ils se mettaient en voyage vers l'intérieur. Il leur fallait négocier avec les habitants pour traverser leurs territoires avec leurs caravanes géantes, pour acheter des vivres, pour pouvoir accéder aux points d'eau, pour trouver des gîtes et pour que les caravanes ne soient pas attaquées. De bonnes relations avec les chefs de tribu locaux facilitait considérablement l'achat de denrées. Pour tout cela, des négociations constantes étaient nécessaires, la défiance et les conflits compliquaient toujours les relations des deux côtés,.

#### Intermédiaires culturels
Pour ces négociations, il fallait des intermédiaires : des personnes qui se reconnaissaient dans l'intérieur, qui maîtrisaient les langues locales, pouvaient expliquer les mœurs et les coutumes, et qui connaissaient les rapports politiques et économiques de la région. Les questions centrales pour les marchands étaient : qui régnait dans le territoire concerné, qui avait le contrôle du commerce de l'ivoire et comment s'établissaient les prix. D'autre part, il était important de savoir ce dont on pouvait disposer comme eau potable et fournitures de vivres, et dans quelle mesure les rapports politiques pouvaient être considérés comme stables.
Les chefs de l'intérieur avaient aussi à leur côté des personnes conseillers et intermédiaires culturels, venant du monde du commerce caravanier, par exemple d'anciens marchands, ou des esclaves de l'intérieur arrivés à la côte, et se trouvant donc familiers tant avec la société de la côte qu'avec leur société d'origine.

#### Fraternité de sang
En raison des insécurités dans l'intérieur, c'était une stratégie diplomatique importante des marchands de la côte de nouer des contacts sûrs avec les chefs des sociétés de l'intérieur par des fraternités de sang. La fraternité de sang était une possibilité répandue dans toute l'Afrique de l'Est pour former une forme de parenté sûre et fiable. Cependant, les fraternités de sang avaient des significations différentes selon les diverses régions et ne garantissaient pas partout des relations analogues à celles de parenté, en particulier elles perdaient leur importance là où elles avaient été abondamment conclues.

#### Parenté
Les mariages créaient aussi des relations de parenté, bien que les marchands de la côte ne considérassent le lien de mariage possible qu'entre personnes de même rang, et ils excluaient donc par principe une telle liaison avec les chefs de l'intérieur. Cependant, des marchands swahilis concluaient à bien des endroits des mariages avec les filles de chefs locaux. L'institution du mariage polygynique, partagé entre toutes les sociétés d'Afrique de l'Est, permettait aux marchands un établissement dans plusieurs régions par le mariage, cimenté par des liens de parenté.
Les chefs politiques de l'intérieur étaient aussi intéressés par de telles relations. Les deux parties étaient engagées des deux côtés : les marchands pouvaient compter sur le soutien de leur belle-famille, et inversement, les chasses aux esclaves ou l'exercice de la violence militaire pour l'établissement des intérêts du commerce dans les régions de tels parents ne pouvaient avoir lieu qu'avec leur accord.

### Marchandises
Tandis que l'ivoire était la marchandise à apporter à la côte et à y vendre, déterminant tout, les marchands de la côte s'intéressaient aussi à d'autres biens. D'une part, les esclaves étaient une marchandise profitable, car ils étaient très recherchés sur la côte comme main d'œuvre, d'autre part, vers la fin du XIXe siècle, le caoutchouc, que l'on trouvait en grandes quantités en particulier au Congo, atteignait de bons prix sur la côte d'Afrique de l'Est.
De leur côté, les marchands de la côte apportaient avec eux comme marchandises d'échange dans leurs voyages vers l'intérieur une vaste palette de biens. À l'intérieur, les marchandises les plus appréciées étaient surtout les armes à feu, ainsi que le sucre produit sur la côte d'Afrique de l'Est. En outre, les étoffes de coton, les perles de verre, le fil de laiton et de cuivre étaient apportés en grandes quantités, marchandises dont l'industrialisation en Europe et en Amérique a fait constamment baisser les prix de fabrication au cours du XIXe siècle, ce qui faisait augmenter les profits. Les perles, le laiton et les fils étaient transformés en bijoux à grande peine par les orfèvres locaux. Les étoffes de coton représentaient un habillement apprécié, qui contribuait à une haute considération par son imitation de l'habillement de la côte. Les étoffes, les métaux et les perles servaient aussi de dots et servaient à l'intérieur de plus en plus comme une forme de monnaie. Les marchandises qui arrivaient à l'intérieur étaient donc en première ligne des biens de prestige, qui contribuaient d'une part à la réputation, au prestige et au rang social, et d'autre part à l'achat de femmes et de bétail, et contribuaient à l'aisance. En outre, les perles de verre, par exemple, étaient un important symbole de statut de leur porteur. Depuis 200 ap. J.-C. elles provenaient d'Inde, de 600 à 1200 aussi du sud, de Mupungubwe en Afrique du Sud. Les perles de pierres précieuses étaient bien plus demandées qu'en Europe, où le besoin était progressivement couvert.
Finalement, les biens de luxe européens de toute espèce étaient extrêmement recherchés, comme les parapluies, les montres, les vêtements, les longues-vues, et même les meubles, dont la valeur grimpait à des valeurs incommensurables en raison de leur rareté dans l'intérieur des terres.

## Caravanes et culture caravanière
Les caravanes, par leur composition sociale et leur hiérarchie, étaient un creuset pour les identités et les cultures. Des milliers de personnes — de la côte et de toutes les régions d'Afrique de l'Est — s'y rencontraient, passaient ensemble des semaines et des mois dans des conditions extrêmes, devaient s'affirmer ensemble vers l'extérieur, et souvent se défendre, mais aussi partager leurs connaissances, et négocier leurs positions. Les caravanes étaient donc un moment d'intégration. Par le travail dans la caravane, des personnes de la côte pouvaient atteindre à l'intérieur des positions qui leur étaient fermées sur la côte ; inversement, la caravane offrait aux gens de l'intérieur la possibilité d'accéder au statut de membre de la société swahilie bien considérée.
Le travail en caravane, et la participation au commerce des caravanes représentait donc pour beaucoup non seulement une ressource profitable, mais aussi une occupation qui élevait et confirmait la considération personnelle. Ceci était en particulier valable pour les esclaves, qui pouvaient accéder à l'aisance par le travail en caravane, et pour certains échapper complètement à leur relation de dépendance. Les limites entre les marchands de la côte qui se considéraient comme culturellement avancés, et les sociétés de l'intérieur qu'ils désignaient comme sauvages — washenzi — étaient donc constamment en évolution.
Bien que l'impulsion de développer le réseau commercial vers l'intérieur soit provenue des marchands de la côte, c'était la culture caravanière existant depuis longtemps parmi les groupes d'Afrique de l'Est centrale, qui a participé à la définition de la forme de ce commerce. Les marchands de la côte étaient activement soutenus par les hommes d'affaires et les entrepreneurs de l'intérieur. Pendant la phase d'expansion, les marchands de la côte devaient avoir recours de façon décisive à leurs connaissances et leur expérience, ce qui a conduit à ce que la culture du commerce caravanier interrégional, dominé par la côte, repose dans la forme sur les structures commerciales héritées de l'intérieur. La structure sociale et l'ordre de la caravane étaient essentiellement marqués par la forme des caravanes Nyamwezi, qui formaient une grande partie des porteurs dans les caravanes swahilies.

### La structure sociale de la caravane

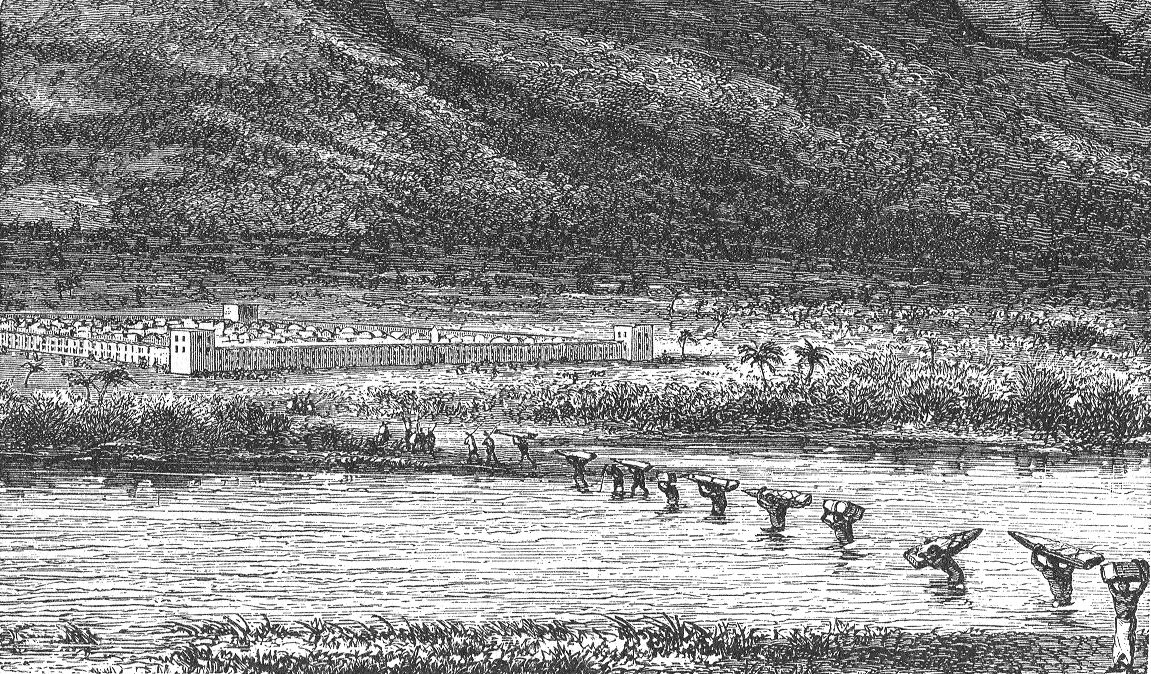
Illustration d'une caravane en Afrique de l'Est traversant un fleuve

Les caravanes n'étaient pas seulement des grandes entreprises économiques, elles étaient également des collectivités sociales ambulantes dans lesquelles un strict ordre hiérarchique régnait. Cet ordre se reflétait dans l'organisation de la marche. À la tête marchait le kirongozi, un guide choisi par les porteurs, qui formait avec une petite suite l'avant-garde, choisissait les chemins et négociait les péages pour la traversée. Puis suivait l'« aristocratie » de la caravane. Elle comprenait le nyampara, chef et guide spirituel de la caravane, en vêtements ostensibles et rituels, sans charge, ainsi que les marchands avec leur suite et leurs serviteurs, qui portaient les ombrelles et les armes. Puis marchaient les porteurs, répartis selon les marchandises qu'ils portaient, et toujours accompagnés d'hommes en armes : les porteurs de défenses marchaient devant, puis les porteurs de marchandises d'échange, avec des étoffes, des perles et des fils de cuivre, et finalement ceux qui portaient l'équipement matériel de la caravane. Par derrière suivaient des petits commerçants indépendants, des esclaves entravés, des femmes et enfants, des malades, des touristes et des porteurs de marchandises légères, comme des cornes de rhinocéros, des outils, du sel et du tabac, des sacs, des nattes pour dormir, des tentes, des récipients à eau et des casseroles. Pour des activités particulières, il y avait des cuisiniers, des soignants, des interprètes et des soldats, et aussi pour la conduite à travers des territoires inconnus, des spécialistes expérimentés,,.
Une caravane ne se composait pas uniquement des entrepreneurs et des porteurs embauchés par eux. Souvent, il s'y adjoignait des commerçants indépendants de l'intérieur, qui négociaient à leur propre initiative de l'ivoire ou d'autres denrées, comme du bétail ou des céréales. Beaucoup de femmes et d'enfants faisaient le voyage comme parents des servants, des hommes d'armes et des porteurs.

#### Chefs de caravane
Les chefs de caravane avaient une grande autorité et possédaient le pouvoir disciplinaire au sein de leur caravane. Ils étaient des chefs rituels et sociaux. Leur tâche consistait d'une part dans le guidage pratique, ce pourquoi il leur fallait disposer d'une excellente connaissance géographique. En outre, des connaissances sur les structures culturelles et politiques des sociétés de l'intérieur étaient nécessaires. Souvent les chefs étaient multilingues et maîtrisaient outre le swahili et l'arabe les langues véhiculaires les plus importantes le long de leur route. D'autre part, leur tâche consistait en une conduite spirituelle et rituelle. Ils accomplissaient les rituels nécessaires pour le grand voyage, qui écartaient le malheur et devaient assurer le succès des affaires. Souvent ils avaient aussi des connaissances médicinales. En règle générale, les chefs de caravanes venaient de l'intérieur. En raison de leur expérience et de leur statut, ils étaient des personnalités hautement prestigieuses, tant au sein de la caravane que dans leur société d'origine.

#### Porteurs

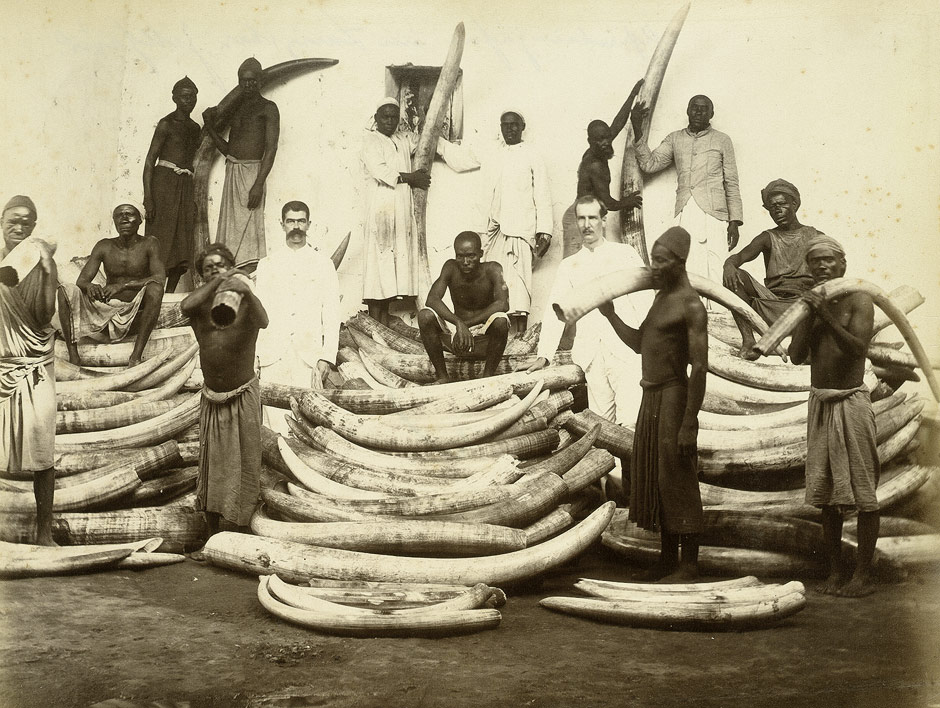
Porteurs de caravane avec des défenses d'ivoire. Les porteurs portent des étoffes de coton, devenues un habillement répandu pour les porteurs. Les hommes dans la file de derrière marquent par leur vêtement leur position sociale comme musulmans et membres de la culture côtière.

Les porteurs provenaient de diverses structures sociales. Parmi eux, il y avait des professionnels, en particulier sur la route centrale vers le lac Tanganyika, qui se faisaient embaucher pour la totalité du parcours entre l'intérieur et la côte, et qui ne voyageaient qu'avec des interruptions saisonnières, dans les deux sens. C'étaient de jeunes hommes issus de l'intérieur ou de la côte, qui pouvaient être des hommes libres ou des esclaves. Les esclaves étaient en partie loués par leurs propriétaires, et gagnaient ainsi une certaine liberté, ou bien ils négociaient pour leur propre compte et payaient une partie de leurs gains à leur propriétaire.
En règle générale, les porteurs professionnels étaient engagés via des agences dans les villes de caravanes importantes, et astreints à la totalité du parcours. C'est à ce moment que les conditions de salaire étaient négociées. Leur travail était rigoureusement réglé. Ils transportaient des charges de 60 à 70 livres pour la caravane, auxquelles s'ajoutait l'équipement personnel comme une natte pour dormir, de la vaisselle, des rations d'alimentation, des outils et des armes, et parfois des denrées que le porteur vendait pour son propre compte. En tout, une charge pouvait s'élever à peu près à 90 livres.
Les porteurs professionnels étaient remarquablement organisés. Ils formaient, comme dans leurs communautés d'origine comme chasseurs ou artisans, des groupes au sein de la caravane, qui se souciaient en commun du gîte et de l'approvisionnement pendant les repos, et représentaient les intérêts des porteurs vis-à-vis de l'élite de la caravane. Il n'était pas rare que surviennent pendant le parcours des altercations au sujet de la paie, de l'adéquation des soins, des temps de repos et de la protection pendant la marche. Les porteurs avaient une position forte ; quand ils désertaient, cela représentait pour les marchands de la caravane de grandes pertes financières et des retards. C'est ainsi que pendant la deuxième moitié du XIXe siècle, les porteurs ont pu atteindre des salaires toujours meilleurs. En 1871, par exemple, un porteur recevait un salaire mensuel de 2,5 thalers de Marie-Thérèse (MTT), et quelques années plus tard déjà 5 voire 8 MTT, payés sous forme de monnaie, d'étoffes ou bien de fil de laiton ou de fer. Là-dessus venait une ration alimentaire, soit en vivres, soit en denrées d'échange, auquel cas les porteurs devaient acheter sur la route leurs aliments, et pouvaient faire un profit en négociant les prix.
Les porteurs professionnels travaillaient quelques années dans les caravanes, puis rentraient souvent dans leur patrie. Leurs gains, mais aussi leurs expériences de travail et de voyages, leur donnaient de la considération. C'est ainsi que le travail de porteur et les expériences de voyage avaient en général dans beaucoup de sociétés une valeur de position centrale. Au début des années 1890, estime l'historien Juhani Koponen, il y avait chaque année environ 100 000 porteurs en route sur les itinéraires d'Afrique de l'Est. Comme le travail de porteur contribuait à la prospérité et élevait substantiellement la considération sociale, les jeunes hommes étaient encouragés à s'engager comme porteur dans une caravane, ou même à faire le voyage vers la côte en tant qu'entrepreneur de caravane pour leur propre compte. Chez les Nyamwezi, le voyage s'est transformé en un examen de virilité, qui était une condition préalable au mariage. Souvent, les hommes qui arrivaient pour la première fois à la côte avec une caravane, changeaient de nom, pour exprimer ainsi le changement de leur statut social,.

#### Mercenaires et accompagnement armé
Pour la hiérarchie de la caravane, la suite armée accompagnant les marchands était importante aussi. Elle représentait une troupe privée des marchands à l'intérieur des terres. Elle servait d'une part à la protection des membres de la caravane, et devait s'occuper de ce que les précieuses marchandises ne soient pas volées. D'autre part elle était constituée pour assurer la discipline des porteurs, au cas où ceux-ci déserteraient ou se mutineraient. En fait, il y avait assez souvent des disputes au sein de la caravane quand les porteurs demandaient une meilleure rémunération, une meilleure alimentation ou une diminution de leurs charges.

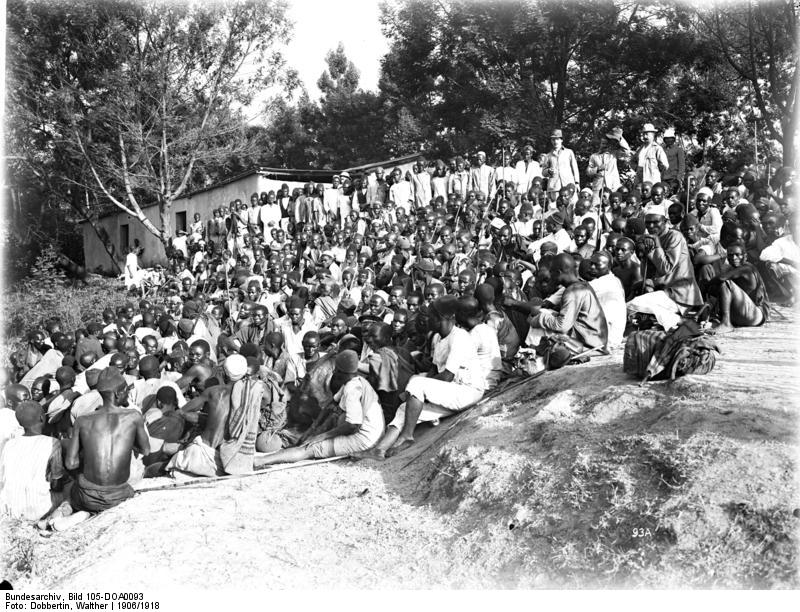
Travailleurs d'Afrique de l'Est, entre 1906 et 1918

Les hommes en armes étaient des mercenaires de toutes les parties du pays, qui avaient réuni des expériences comme porteurs de caravane ou comme accompagnateurs de caravane. Ils étaient équipés d'armes modernes par les marchands et recevaient une formation militaire. La plupart du temps, il s'agissait de très jeunes hommes, parfois des enfants, comme dans la suite militaire de Tippo Tip, qui se joignaient à lui à l'âge de 10 à 18 ans, et sur la loyauté inconditionnelle desquels le marchand pouvait compter. Au cours du temps, ces mercenaires se sont professionnalisés de plus en plus et ont été connus sous le nom de Ruga-Ruga. Équipés d'armes et d'un vêtement qui les désignait comme hommes de prestige, ils étaient hautement mobiles et se liaient de leur propre initiative aux chefs ou aux marchands qui leur offraient le plus d'avantages. D'autres se formaient en unités militaires et érigeaient sur la base de leur puissance militaire leurs propres domaines, par exemple sous la conduite de Mirambo, qui de fils d'un chef (ntemi) mineur en Unyamwesi, est devenu l'un des hommes les plus puissants à l'intérieur des terres.

#### Femmes
Avec les caravanes, voyageaient toujours aussi des femmes. Beaucoup d'entre elles étaient des parentes, des épouses, des esclaves ou des concubines des porteurs ou d'autres membres de la caravane. En tous cas, elles formaient une force de travail d'appoint. Elles aidaient pour les charges à transporter, en portant des affaires nécessaires aux porteurs ou aux militaires, et s'occupaient de l'alimentation aux repos. Apparemment, il y avait aussi des femmes qui partageaient le voyage de leur propre initiative. Des femmes situées au bord de leur société d'origine, non mariées ou restées sans enfant, à cette époque de commerce intensif des esclaves, particulièrement dangereux pour elles, marginales, trouvaient dans la communauté de la caravane un espace de protection sociale. La caravane offrait à des femmes mal mariées une occasion de fuir leur mariage ; des esclaves fugitives y trouvaient une indépendance. Certaines des femmes se faisaient embaucher comme porteuses, d'autres vivaient de petit commerce individuel, du brassage de la bière, travaillaient comme cuisinières ou offraient des services sexuels.

## Les effets du commerce caravanier à l'intérieur des terres africaines

### Changements politiques
Dans la seconde moitié du XIXe siècle le commerce caravanier en développement accéléré a eu comme suites dans les sociétés d'Afrique de l'Est des modifications très lourdes. La concurrence pour les profits du commerce caravanier en constante augmentation a conduit dans beaucoup de régions à une insécurité sociale plus grande, à la guerre, à l'instabilité politique et au surgissement de seigneurs de guerre.

#### Centralisation de la puissance politique
Politique et commerce y étaient très étroitement liés. Dans de nombreuses sociétés de l'intérieur, qui traditionnellement étaient organisées sur un plan politique décentralisé, des individus ont réussi à centraliser leur influence politique et à l'étendre. C'est ainsi que cela s'est passé chez les Nyamwezi pour les ntemi, qui jusqu'alors, chefs rituels, avaient partagé le pouvoir avec les conseils des anciens. Traditionnellement, il leur revenait une partie de tous les tableaux de chasse ; pour les éléphants, il recevaient les défenses (ou au moins une des défenses de chaque éléphant tué), qui avaient une valeur purement symbolique. L'ivoire était entreposé, chez les Kamba ils étaient montés comme portes d'entrée dans les cours des hommes en vue, dans d'autres régions ensevelis comme totems protecteurs. En contact avec les marchands de la côte, cette coutume se montra comme un avantage matériel : les ntemi ont été les premiers à céder leurs provisions d'ivoire aux marchands de la côte ; par la vente de l'ivoire, ils ont acquis une quantité inconnue jusqu'alors de biens de prestige, parmi lesquels également des armes à feu, qui leur ont été d'une grande utilité par la suite pour l'édification de leur puissance.
Les marchands de la côte étaient intéressés à la centralisation des pouvoirs, et les soutenaient militairement dans la mesure où ils se montraient coopératifs. Avec des partages de pouvoir clairs, l'accès à l'ivoire leur a été facilité, car cela montrait bien avec qui il leur fallait parlementer et négocier. Par des alliances avec ces forces politiques, les marchands côtiers pouvaient augmenter leurs profits commerciaux avec l'intérieur. L'influence des marchands avec leur potentiel militaire et économique est de plus en plus devenu pour les sociétés de l'intérieur un facteur important des rapports politiques. Ils soutenaient les dirigeants qui étaient des bons partenaires commerciaux, et se mêlaient en bien des lieux à la politique locale afin d'affaiblir ou de renverser les dirigeants qui ne coopéraient pas avec eux.

#### Chefs commerciaux
Des personnalités sont aussi arrivées au pouvoir, sans avoir précédemment eu quelque influence politique, et qui ont fondé celui-ci sur leurs expériences dans le commerce caravanier. En général, il s'agissait de personnes qui avaient travaillé dans le commerce caravanier, et y avaient gagné de l'argent et des armes. Le nombre d'armes à feu arrivant à l'intérieur par le commerce, croissant chaque année, y contribuait particulièrement. Dans les années 1880, il y avait déjà chaque année 100 000 armes importées vers l'intérieur.
Ces hommes, nommés dans la recherche chefs de commerce, auxquels Mirambo appartenait aussi, ont adapté la pratique des marchands caravaniers, de rassembler autour d'eux des jeunes guerriers, souvent des hommes qui avaient été porteurs, chefs de caravane, ou aussi des prisonniers de guerre ou des esclaves actifs dans le domaine du commerce caravanier. Ces recrues disposaient déjà eux-mêmes d'armes en rémunération pour leur travail passé, ou ils en étaient armés. C'est ainsi que se réunissait autour d'un dirigeant une suite armée, qui établissait son pouvoir sur les régions traversées par les caravanes.
En raison de leur équipement militaire et de leur connaissance du commerce et de ses structures, qui s'étendait loin au-delà des conditions locales, ils ont réussi à construire de nouveaux domaines sur la base de nouvelles structures politiques. Contrairement aux sociétés traditionnelles, le pouvoir politique reposait presque uniquement entre les mains d'hommes jeunes ; ils gouvernaient avec une violence inconnue jusqu'alors. Les chasses aux esclaves, dont les proies étaient vendues aux marchands de la côte, et les razzias contre les sociétés où l'ivoire était rassemblé, étaient la base économique de ces sociétés,.

#### Commerce des esclaves
Dans les sociétés de l'intérieur, l'asservissement des prisonniers de guerre était une pratique courante, car les gens et leur force de travail et de reproduction promettaient des gains. De tels esclaves étaient incorporés dans le ménage à la génération suivante, et contribuaient ainsi à son aisance. Avec l'établissement de rapports de commerce avec la côte, cette pratique a changé. Bien des esclaves étaient alors vendus aux marchands côtiers, où ils étaient utilisés comme force de travail, et ils représentaient ainsi à l'intérieur une source de revenus rapides. Ceci a conduit à entreprendre de plus en plus fréquemment des razzias avec le but de capturer autant d'esclaves que possible et de les revendre,.

### Conséquences économiques du commerce
Les gains élevés apportés par le commerce de l'ivoire et les millions de personnes qui se sont intégrés au système commercial en formation rapide ont fait que de nombreux autres domaines économiques se sont orientés de plus en plus vers ce commerce. La production agricole à l'intérieur a été de plus en plus orientée vers l'alimentation des caravanes. Les éleveurs poussaient des troupeaux de bœufs vers la côte sur plus de 1 000 km pour y profiter des prix élevés de l'alimentation. La nouvelle mobilité que représentait le vif trafic des caravanes signifiait une évolution sous plusieurs aspects. Les travailleurs employés par le commerce n'étaient plus disponibles pour les économies locales. De plus en plus, les femmes devaient reprendre le travail précédemment effectué par les hommes, par contre les esclaves pouvaient pénétrer dans de nouveaux domaines d'activité, et s'élever ainsi socialement.

#### Professionnalisation du travail des porteurs
Alors que l'élevage et l'agriculture formaient les bases économiques majeures dans les sociétés de l'intérieur jusqu'au XIXe siècle, à partir du milieu du siècle au plus tard, le commerce de l'ivoire est devenu la composante déterminante de l'économie. Ceci se montrait par la participation immédiate de nombreuses personnes au commerce. D'une part, ils organisaient eux-mêmes des caravanes vers la côte, d'autre part, ils travaillaient comme porteurs. Si précédemment le commerce était une activité secondaire, pratiquée par une petite partie de la société, de nombreux hommes et femmes étaient alors impliqués, vers 1890 environ un tiers de la population masculine Nyamwezi. L'historien originaire de Zanzibar Abdul Sheriff a parlé sous ce rapport également d'une prolétarisation des porteurs. Simultanément, les revenus des porteurs contribuaient à ce que la richesse puisse s'accumuler dans leurs sociétés d'origine. Leurs gains étaient largement échangés contre du bétail et des femmes supplémentaires, qui participaient à l'aisance de l'économie du pays,.

#### Professionnalisation de la chasse aux éléphants
En outre le commerce avait une action indirecte sur l'économie locale. La chasse aux éléphants est devenue une branche croissante de l'économie. Les marchands de la côte ne chassaient pas eux-mêmes, mais ils achetaient de l'ivoire disponible, ou équipaient des groupes de chasseurs qui entreprenaient des campagnes de chasse.
Dans d'autres régions, plus éloignées des itinéraires des caravanes, les sociétés n'avaient aucun contact direct avec les marchands de la côte. Mais des intermédiaires leur transmettaient la demande croissante en ivoire. Et dans ces régions, les prix de l'ivoire augmentaient vite, et conduisaient à la formation de groupes professionnels de chasseurs d'éléphants.

#### Accroissement démographique
Tous ces facteurs conduisaient à un déséquilibre croissant dans le développement économique, vers une économie qui était de moins en moins orientée vers une gestion durable. L'aisance que l'on pouvait accumuler via le commerce se concentrait sur un groupe de population en diminution. Les provisions de nourriture fondaient et n'offraient plus de sécurité pour des sécheresses menaçantes.
Les maladies représentaient un obstacle dangereux pour le développement démographique. Non seulement la mobilité, mais aussi les guerres et la concentration résultante de la population dans de grandes agglomérations protégées par des ouvrages de défense conduisaient à un développement plus rapide des maladies contagieuses. Les membres des caravanes étaient souvent infectés par la variole, sans doute des variétés virulentes asiatiques ou européennes, contre lesquelles n'existait guère d'immunité. Le choléra et les maladies vénériennes étaient largement répandus. La concentration des gens dans les grandes agglomérations entraînait l'abandon de grandes régions, et y favorisait la diffusion de la mouche tsé-tsé, et ainsi celui de la maladie du sommeil. La gonorrhée, qui présente des symptômes peu aigus, conduisait chez beaucoup de femmes à la stérilité et était sans doute la cause principale des bas taux de naissance à partir des années 1870,.

#### Décroissance des populations d'éléphants
Les conséquences du commerce en plein apogée a été finalement une décrue dramatique des populations d'éléphants dans toute l'Afrique de l'Est. Dans les années 1880, trois quarts du commerce mondial étaient satisfaits par l'ivoire d'Afrique de l'Est, ce qui représentait la chasse de 40 000 à 60 000 animaux. La « frontière des éléphants » a ainsi toujours reculé plus loin vers l'intérieur du continent, les gains étaient de plus en plus difficiles, les marchands caravaniers devaient entreprendre des voyages toujours plus longs, pour satisfaire une demande sans cesse croissante.

### Transfert de cultures
Le commerce interrégional, qui impliquait de grandes parties de la population d'Afrique de l'Est, a eu aussi comme effet une série de changements culturels importants. Les gens de l'intérieur ont vu dans la culture côtière islamique une forme de vie attractive, et ont commencé à l'imiter sous maints aspects et à se l'approprier. En raison de la haute mobilité le long des routes des caravanes, il s'est développé aussi un vif échange d'éléments culturels de types très variés entre sociétés de l'intérieur. Les traditions de danse et de musique, les techniques et cultures agricoles, les styles de vêtements, les pratiques religieuses et les jeux d'enfants changeaient sous l'influence des rencontres.

#### Fondations de villes

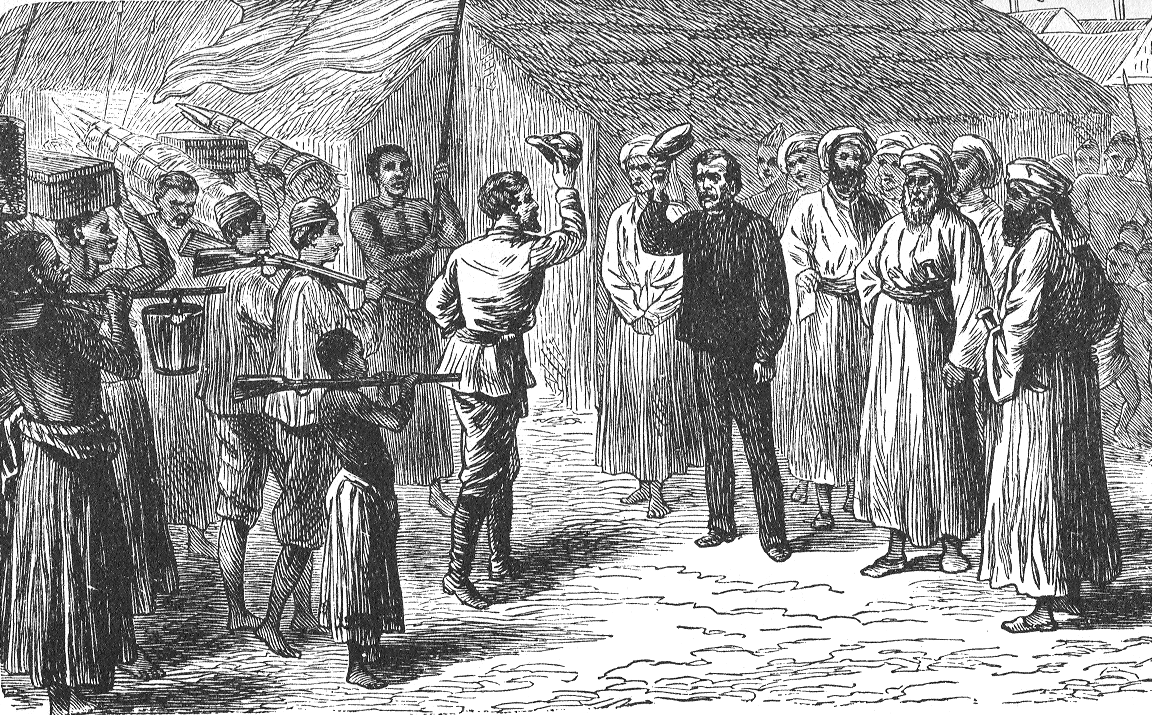
Henry Morton Stanley (g.) rencontre David Livingstone (dr.) à Ujiji. Derrière Livingstone se tiennent des porteurs de décorations habillés à la musulmane, derrière Stanley son accompagnateur personnel Kalulu, porteur et accompagnateur militaire. En outre, un porte-drapeau avec le drapeau britannique (dessin du livre de Stanley Comment j'ai trouvé Dr Livingstone).

Comme les caravanes représentaient en elles-mêmes des lieux d'échange de denrées et d'idées, ceci était aussi valable pour les points d'appui le long des itinéraires caravaniers. Ils étaient établis à des endroits déjà connus des conducteurs de caravanes indigènes. Souvent, il s'agissait de villages préexistants, parfois du siège d'une autorité locale amicalement disposée. Les marchands de la côte y ont établi au cours du temps de fortes succursales, avec un renfort militaire, en règle générale alliées aux chefs locaux. Il n'était pas rare que ces derniers leur demandent un soutien.
Ces villages se sont rapidement développés comme des points de concentration vivants du commerce, qui attiraient un afflux supplémentaire. Les marchands indiens et côtiers y établissaient des résidences secondaires, et se mariaient avec des personnes de familles locales bien considérées. Ils pouvaient même s'y établir pour de bon, quand ils ne pouvaient pas revenir à la côte parce qu'ils étaient endettés. Il s'y créait des mosquées, des bureaux de change, des commerces, des maisons en pierre dans le style swahili et des caravansérails. Tabora et Ujiji sont des exemples de l'expansion de la culture de la côte, où le sultan de Zanzibar cherchait à étendre sa puissance, en y nommant des envoyés. De telles villes avaient une grande force d'attraction pour les sociétés locales environnantes ; elles n'étaient en rien des copies de la culture urbaine swahilie, mais elles étaient amalgamées avec les cultures régionales respectives. À Ujiji, sur le lac Tanganyika, par exemple, quand le missionnaire Edward Hore y séjourna en 1876, ne vivaient qu'à peu près 30 à 40 marchands côtiers, tandis que les plusieurs milliers d'habitants provenaient presque exclusivement des régions voisines. Néanmoins, ces villes, comme les caravanes elles-mêmes pendant leurs voyages exerçaient une grande force d'attraction, avec leur parfum d'entregent mondial et leurs liens avec un réseau de commerce international.

#### Islamisation
L'islamisation a joué un rôle central dans ce processus de transfert de culture. Beaucoup de participants aux caravanes ont éprouvé le fait que le passage à l'islam facilitait les affaires avec les marchands de la côte. De plus, on pouvait par là diminuer la distance sociale aux marchands de la côte, qui se sentaient supérieurs aux peuples « païens » de l'intérieur. La diffusion de l'islam a eu lieu dans les caravanes et le long de leurs itinéraires. Les marchands soutenaient souvent la conversion à l'islam des gens de leur suite. Les confréries soufies qui se répandaient en Afrique de l'Est, en particulier la Qadiriyya y ont joué un rôle central. Elles reliaient des éléments des religions locales avec l'islam, et étaient particulièrement populaires par leurs cérémonies de danse et rituels religieux publics. La Qadiriyya se distinguait de l'islam pratiqué sur la côte d'Afrique de l'Est par son caractère d'intégration. En elle, les gens trouvaient un accueil indépendamment de leur statut social, de leur origine et de leur formation.

#### Culture quotidienne et de la consommation
L'adaptation à la culture côtière ne signifiait pas seulement l'adoption d'une nouvelle foi religieuse. Elle était liée avec l'assimilation à une nouvelle culture du corps, avec la reprise de styles vestimentaires, de règles alimentaires, de prescriptions de pureté, et des habitudes islamiques de circoncision ; les jeunes gens ne se laissaient plus pousser de tresses, mais se tondaient la tête à la mode de la côte ; l'habitude s'est aussi répandue de porter sur soi des versets du Coran comme amulettes.
Les marchands de l'intérieur, au cours du temps et de leurs contacts avec ceux de la côte, ont porté un grand intérêt à toutes sortes de denrées importées. C'est ainsi qu'en peu de temps, les parapluies sont devenues des biens de prestige enviés, d'autres marchandises enviées étaient les fusils de chasse, l'argent en numéraire et les médicaments. Les vêtements de coton qui arrivaient par le commerce vers l'intérieur sont devenus des signes de considération et de pouvoir. Des chefs, comme Semboja à Mazinde, s'habillaient de fines étoffes arabes, et aménageaient leur maison avec des biens de luxe du monde entier.
Les signes de la culture caravanière, fusils et balles, drapeaux et monnaies, ont fait leur entrée dans la culture quotidienne, ont été intégrés dans l'équipement des groupes de guerriers locaux, transformés en bijoux, et se reflétaient dans les jouets d'enfants. Partout, les enfants se fabriquaient des fusils jouets. L'historien John Iliffe rapporte un jeu des Yao, où s'affrontent marchands et esclaves : le perdant est mort en route,.

## Esclaves et commerce des esclaves à partir de 1870
À partir de 1870, l'influence de la Grande-Bretagne sur le sultan de Zanzibar a crû massivement. Après la mort de Saïd ben Sultan al-Busaïd en 1856, il y eut des disputes entre ses enfants pour le trône. L'empire a été divisé, Majid ben Saïd monta sur le trône de Zanzibar, et son frère aîné Thuwaïni ibn Sultan est devenu sultan d'Oman. La querelle de succession et la tentative de renversement par son frère Barghach ben Saïd ont exercé une telle pression sur Majid que les efforts britanniques d'apaisement et de soutien ont été bien accueillis.
L'influence de la Grande-Bretagne comme puissant partenaire s'est fait remarquer de plus en plus en politique de Zanzibar, après que le successeur de Majid, Barghach, est monté sur le trône. Barghach a considérablement renforcé le contrôle du sultan sur la côte. Pour cela, il était soutenu par le consul général britannique à Zanzibar, John Kirk, et par le commandant militaire Lloyd Mathews, tous deux connus et craints aussi à l'intérieur des terres. En échange, les Britanniques ont exigé du sultan l'imposition de l'interdiction du commerce des esclaves, qui avait été maintes fois depuis les années 1850 un objet de négociations entre la Grande-Bretagne et les sultans de Zanzibar. L'esclavage avait représenté continuellement un facteur rémunérateur de l'économie de Zanzibar, aussi bien comme produit d'exportation vers l'océan Indien, que comme réservoir de forces de travail pour l'économie des plantations de la côte. La Grande-Bretagne était devenue une puissance maritime toujours plus forte — surtout après l'ouverture du Canal de Suez en 1869 — et pouvait avec sa puissance exercer une pression sensible sur les routes commerciales de Zanzibar vers l'Inde.

## Économie des plantations et esclavage sur la côte
Bien que Barghach se soit incliné devant les exigences britanniques sur l'interdiction du commerce maritime des esclaves, on continua à faire le commerce des esclaves. Comme on ne pouvait plus les expédier outre-mer, ils ont inondé le marché de la côte d'Afrique de l'Est. De toute manière, le besoin en forces de travail était grand, et allait sans cesse croissant avec le boom commercial. À côté de la production de clous de girofle pour l'exportation, l'économie des plantations sur la côte d'Afrique de l'Est servait d'économie de subsistance pour alimenter les villes. D'autre part elle travaillait aussi pour le commerce interrégional, en produisant du sucre qui était une marchandise d'échange enviée.
En réalité, l'interdiction du commerce des esclaves a conduit à une dégradation dramatique des conditions de vie des esclaves. L'interdiction d'exportation des esclaves a fait des esclaves une denrée commerciale bon marché, les profits diminuaient. Les esclaves n'étaient plus une possession dont on se souciait du bien-être, à son propre profit. En fait il est devenu pour les planteurs plus économique d'exploiter les esclaves sans égards, et d'en racheter quand ils mouraient, plutôt que de prendre des précautions pour une assistance adaptée.
La conséquence a été une perte de valeur considérable, et des chasses aux esclaves avec toujours moins d'égards, pour rattraper la perte de profits. Le territoire préféré des chasseurs d'esclaves était le sud du Tanganyika vers le lac Nyassa et le Zambèze, qui servait depuis plus de deux siècles de fournisseur d'esclaves, et où les Yao avaient établi depuis longtemps des structures de commerce des esclaves. Des étendues entières du pays ont été dépeuplées, l'exode, avant tout de jeunes hommes et femmes forts, a conduit à l'effondrement des structures économiques, culturelles et politiques. Beaucoup de victimes mouraient déjà pendant la chasse : ensuite, la marche fatigante vers la mer, avec une mauvaise alimentation et sans soins médicaux, a coûté la vie, selon les estimations, à 50 à 70 % de ceux qui ont entrepris le voyage.

## Colonisation et fin du commerce caravanier
La croissance économique vertigineuse et le pillage sans égards s'ensuivant des ressources humaines et écologiques a été suivie à la fin du siècle par une rupture économique non moins abrupte. Ce n'était pas seulement la conséquence de la colonisation par le Reich allemand à partir d'environ 1888, même si celle-ci a modifié les structures politiques aux dépens des marchands, les conquérants essayant de prendre le contrôle du commerce. À la fin du XIXe siècle, l'Afrique de l'Est a subi une décennie de famine et un déchaînement de maladies, qui — en raison de la globalisation de l'économie — se sont emparées de la région. Il fallait apporter l'ivoire de régions toujours plus éloignées vers la côte, les voyages devenaient plus longs, et en raison de la militarisation de l'intérieur, toujours plus dangereux. De nouvelles matières premières, avant tout le caoutchouc, ont conquis le marché.

### Voyageurs européens pour l'exploration et l'administration
Le début de la colonisation du Tanganyika à la fin du XIXe siècle n'a pas signifié la fin du commerce par caravanes. Bien plus, beaucoup de voyageurs européens, comme David Livingstone, Henry Morton Stanley, Richard Burton et John Hanning Speke, ainsi que la première génération de fonctionnaires coloniaux, comme Hermann von Wissmann et Carl Peters, ont voyagé avec des marchands caravaniers expérimentés et ont profité de leurs connaissances géographiques et de leur savoir sur les habitants de l'intérieur. En réalité, il s'était développé dès les années 1870 une infrastructure pour les voyageurs européens, qui s'apprêtaient à « découvrir » le continent. Sewa Hadji, un homme d'affaires indien sur la côte, était le premier pour équiper les expéditions des voyageurs européens avides de gloire, il se faisait ainsi intermédiaire avec des porteurs et pour des contacts avec les caravanes de marchands.
Les maîtres coloniaux allemands utilisaient des méthodes qui s'inspiraient de celles des marchands caravaniers. Ils érigeaient leurs stations le long des voies de caravanes existantes, composaient leurs troupes en grande partie de guides, d'interprètes et de mercenaires, qui avaient appris leur métier en travaillant pour le commerce caravanier, et ils étaient intéressés à mettre le commerce et ses profits sous leur contrôle.

### Le contrôle colonial sur le commerce
Le contrôle colonial s'est appuyé sur les maladies qui se répandaient par les caravanes, mais avant tout sous le prétexte de lutter contre le commerce des esclaves, qui avait été interdit dans les années 1890, et pour abolir la « prééminence arabe » sur le continent. À partir de 1895, ce sont progressivement des firmes allemandes qui ont dominé, avec le commerce du copal et du caoutchouc ; les vapeurs allemands représentaient une forte concurrence pour les moyens de transport maritimes habituels jusque-là, les boutres.
Par le Traité Heligoland-Zanzibar, Zanzibar a été séparé administrativement du continent sous influence allemande, et intégré dans l'Empire britannique. L'élite commerçante indienne, qui avait pris une position clef dans le commerce de l'ivoire, et qui était considérée tant par les Britanniques que par les Allemands comme sujets de l'Empire britannique a été peu à peu évincée par les maisons de commerce allemandes concurrentes.
Finalement, le gouvernement colonial disposait dans les villes de la côte des contraintes du marché. Par l'érection de halles marchandes où la valeur de tous les produits de l'intérieur devait être établi en enchères publiques, le commerce s'est mieux fait contrôler, et l'administration coloniale, par les droits supplémentaires perçus, a profité substantiellement du commerce. Les prix pour les produits de l'intérieur augmentaient rapidement et les firmes d'importation et les marchands faisaient des profits réellement plus faibles.

### Interdiction du commerce de l'ivoire
On a essayé de protéger par des interdictions d'exportation et de chasse les peuplements d'éléphants, décimés à bien des endroits, et sur lesquels des observateurs européens s'étaient exprimés avec souci dès la fin du XIXe siècle. Depuis 1908 a été mise en place en Afrique de l'Est allemande une interdiction de chasse à l'éléphant, qui ne permettait des exceptions que pour les titulaires de permis de chasse très onéreux, et qui n'autorisait la capture que de deux animaux par titulaire.

### Construction de chemins de fer
Avec la construction des lignes de chemin de fer, à partir de 1891 la ligne de l'Usambara à partir de Tanga, à partir de 1896 en Afrique de l'Est britannique la ligne de l'Ouganda et à partir de 1904 la ligne du Tanganyika, le commerce par caravanes a fini par trouver une fin par la concurrence du chemin de fer. Le nombre de porteurs voyageant de Bagamoyo vers l'intérieur est tombé entre 1900 et 1912 de 43 880 à 193. Dans d'autres régions, on a encore dû recourir au transport de marchandises à dos d'homme. Cependant, avec le chemin de fer, il se développait de nouveaux centres et ceux du système des caravanes ont décliné. Par exemple, Ujiji et Bagamoyo ont entièrement perdu de leur importance avec le chemin de fer, alors que les villes de Dar es Salam et de Kigoma, aux extrémités de la ligne du Tanganyika, sont devenues florissantes.

## Continuité des structures commerciales duXIXesiècle
Les structures sociales, géographiques et culturelles qui s'étaient formées par le commerce au XIXe siècle ont continué à déterminer le développement ultérieur de la région. Les nouveaux chemins de fer qui apparaissent, comme celui du Tanganyika, de l'Usambara et de l'Ouganda, ont été construits, avec quelques écarts, le long de routes caravanières précédentes, et devaient remplir le même but que ces routes : le transport des matières premières vers la côte.
La prise de pouvoir coloniale est provenue des centres du commerce des caravanes, de la côte et des villes surgies à l'intérieur au XIXe siècle. Les sociétés de l'intérieur de l'Afrique ont réagi aux nouveaux envahisseurs avec les stratégies établies auparavant : ils s'arrangeaient pour essayer d'en profiter de leur côté. C'est ainsi que des travailleurs migrants sur les plantations des nouveaux maîtres coloniaux ou sur les chantiers des lignes de chemin de fer provenaient des régions d'où venaient des décennies auparavant les porteurs du commerce des caravanes. Ils s'organisaient selon les mêmes structures que les porteurs des caravanes de commerce, travaillaient aux mêmes conditions et utilisaient des stragégies semblables pour imposer leurs exigences concernant le salaire, les temps de travail mesurés et le ravitaillement.
Culturellement, la dichotomie entre la côte, marquée par l'islam avec ses succursales le long des routes des caravanes, et l'intérieur non-islamique est restée. Certes, l'extension de l'islam vers l'intérieur s'est poursuivie, mais elle est survenue avant tout le long des nouvelles lignes de chemin de fer. Le swahili, langue véhiculaire du commerce caravanier a été repris par les administrations coloniales britanniques et allemandes comme langue des maîtres. Après l'indépendance des États d'Afrique de l'Est, cet ensemble a formé la seule région au sud du Sahara qui puisse recourir à une langue africaine comme langue véhiculaire commune.
Une conséquence décisive du vif échange de cultures qui avait eu lieu au XIXe siècle a été l'organisation d'une large résistance unissant les groupes ethniques contre la domination coloniale allemande pendant la Rébellion des Maji-Maji, en 1905-1907. Pendant cette rébellion s'exprima non seulement une forme de religion renouvelée, qui remontait au contact intensif avec des éléments d'autres religions, mais aussi la conscience d'une solidarité dépassant les ethnies entre les habitants de l'intérieur de l'Afrique.

## Histoire de la recherche
L'influence de la côte sur l'établissement du commerce interrégional en Afrique de l'Est a longtemps été décrit surtout comme une tyrannie des marchands arabes sur l'intérieur des terres africaines. Les voyageurs européens, en particulier les missionnaires, qui ont parcouru l'Afrique de l'Est au cours du XIXe siècle ont tracé le portrait de marchands d'esclaves musulmans sans conscience, à nombreuses reprises et explicitement. Cette image des tyrans islamiques est restée longtemps sans remise en cause, les missions chrétiennes discréditaient ainsi la concurrene de l'islam qui se répandait dans leur champ d'action, des agents coloniaux allemands y trouvaient un prétexte bienvenu pour placer le pays sous leur « protection ».
Cette perspective resta longtemps prééminente dans la recherche. Le commerce en Afrique de l'Est a été traité en première ligne comme un système de commerce des esclaves, au sein duquel les marchands de la côte étaient la force agissante, tandis que les groupes de l'intérieur représentaient des victimes passives. Les travaux en histoire économique des historiens de ce qu'on a appelé l'école de Dar es Salaam dans les années 1960, qui se sentaient particulièrement obligés de faire une histoire nationale africaine, ont changé ce point de vue. Ils ont montré que le commerce des caravanes s'était orienté sur le marché mondial, se fondant en tout premier lieu sur les gains de l'ivoire, et que le marché des esclaves se développa alors bien plus comme sous-produit. Cependant ils ont aussi dessiné l'histoire du commerce caravanier en première ligne comme celle d'un sous-développement de l'Afrique originaire.
Dans les années 1980, dans un élargissement général des perspectives historiques sur l'histoire africaine, s'est fait jour un nouveau jugement du boom commercial d'Afrique de l'Est. Il n'a plus été évalué comme une exploitation de l'intérieur par les marchands de la côte, mais le commerce a été compris bien plus comme un système complexe, où les gagnants et les perdants ne pouvaient pas être classés ni ethniquement ni géographiquement. La participation de régions isolées et d'acteurs spéciaux du commerce, comme les porteurs ou les femmes, a pris aussi place dans les représentations. Les marchands de l'intérieur, acteurs qui commerçaient eux-mêmes avec des esclaves, les esclaves de l'intérieur qui s'élevaient dans la société côtière, ou l'adoption de l'islam comme stratégie pour devenir partie de la société swahilie sont des exemples qui montrent que des gens de toutes les régions d'Afrique de l'Est ont participé activement à la dynamique des changements.
En s'appuyant sur les travaux de l'historien britannique John Iliffe, le réseau complexe de commerce qui a défini aussi fondamentalement les sociétés d'Afrique de l'Est au XIXe siècle est jugé de plus en plus comme déterminant pour la colonisation qui a suivi, et la forme actuelle des divers États nationaux de la région. Les recherches actuelles concluent que bien des changements qui ont eu lieu pendant la période coloniale et dans la phase post-coloniale, ont été marqués par la population africaine avec des réactions et des stratégies trouvant leurs racines dans les expériences du XIXe siècle,.